# Architektur in Nordrhein-Westfalen

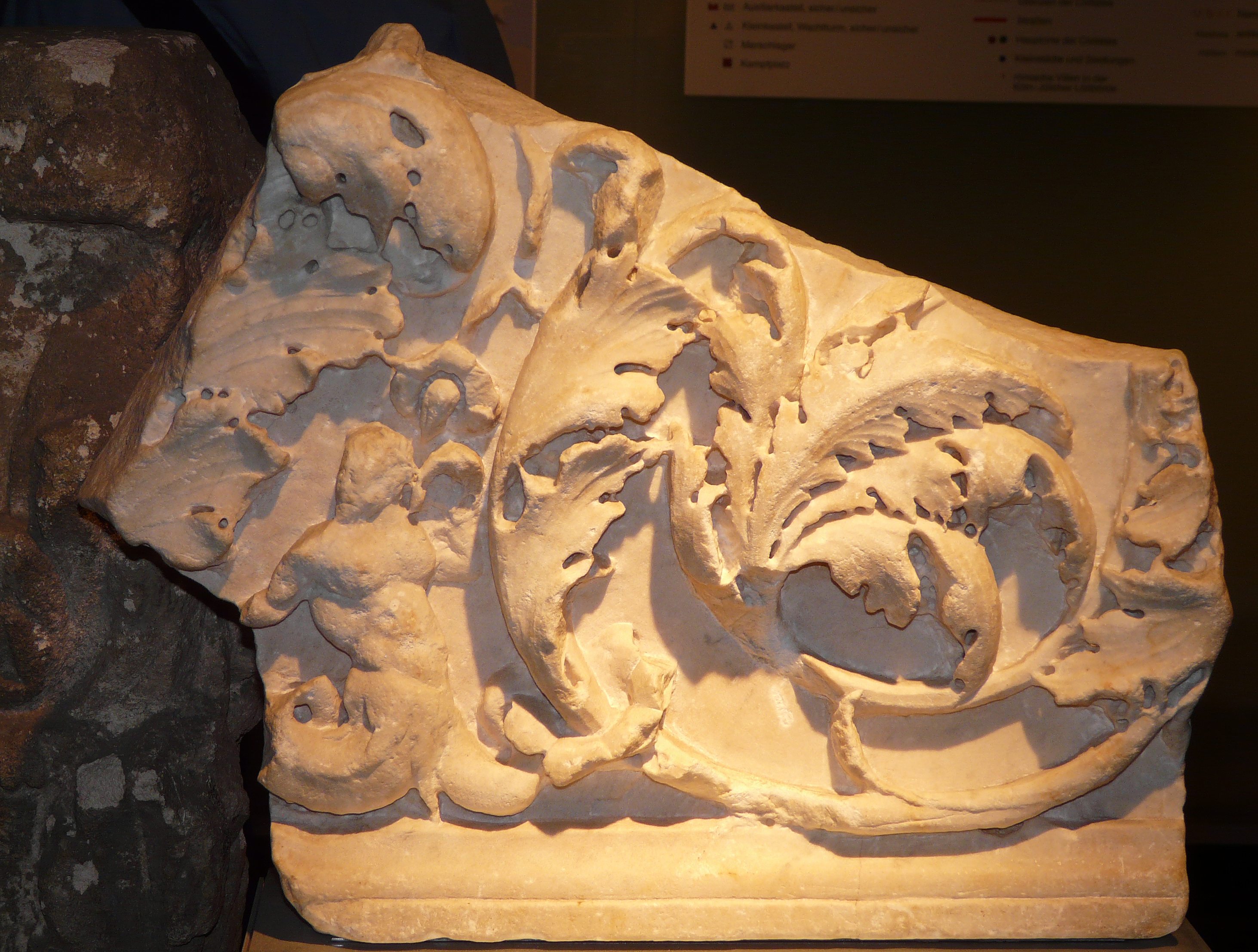
Figürlicher Schmuck des „Ubiermonuments“ in Köln, Akanthusornament

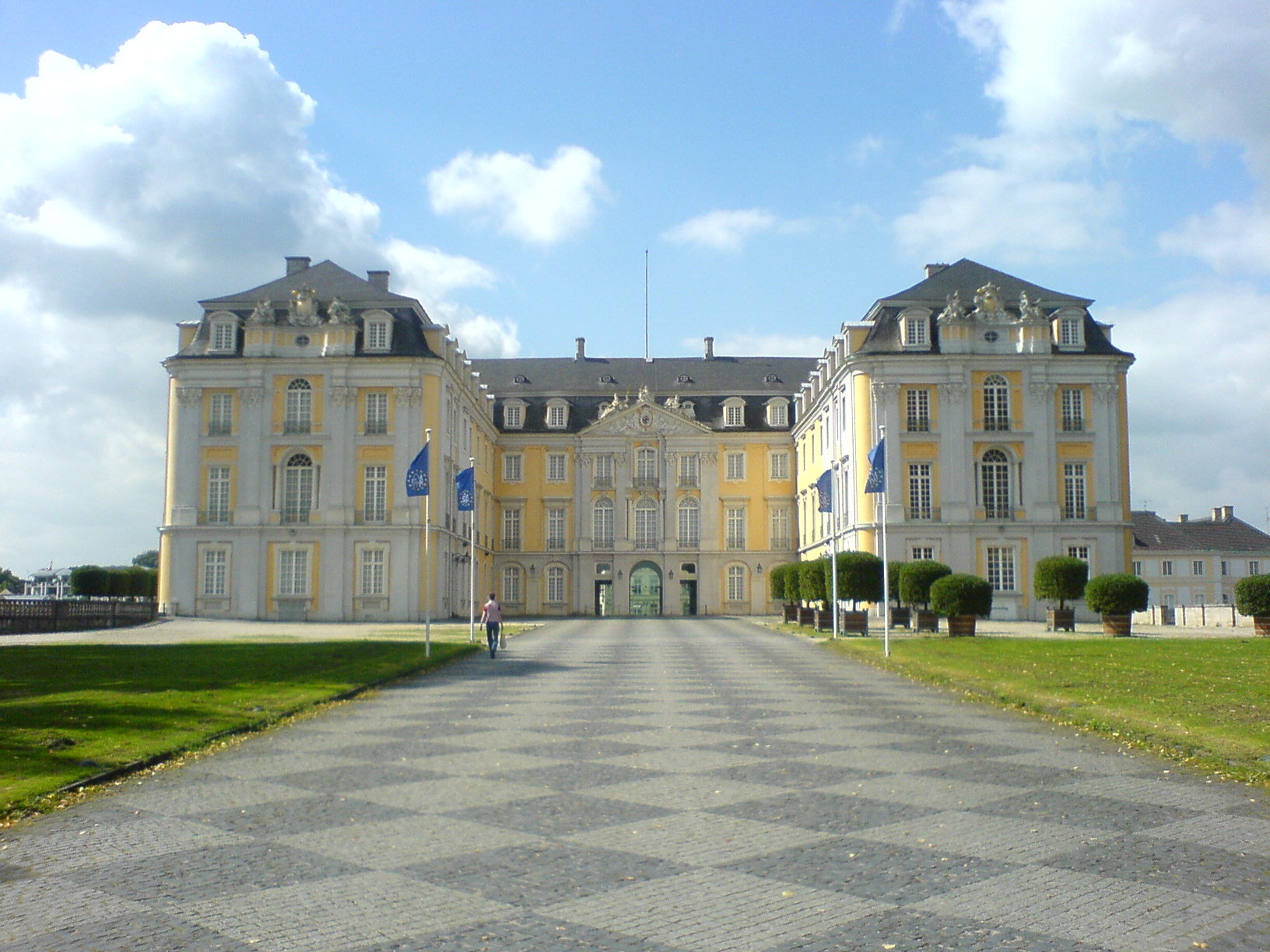
Schloss Augustusburg in Brühl

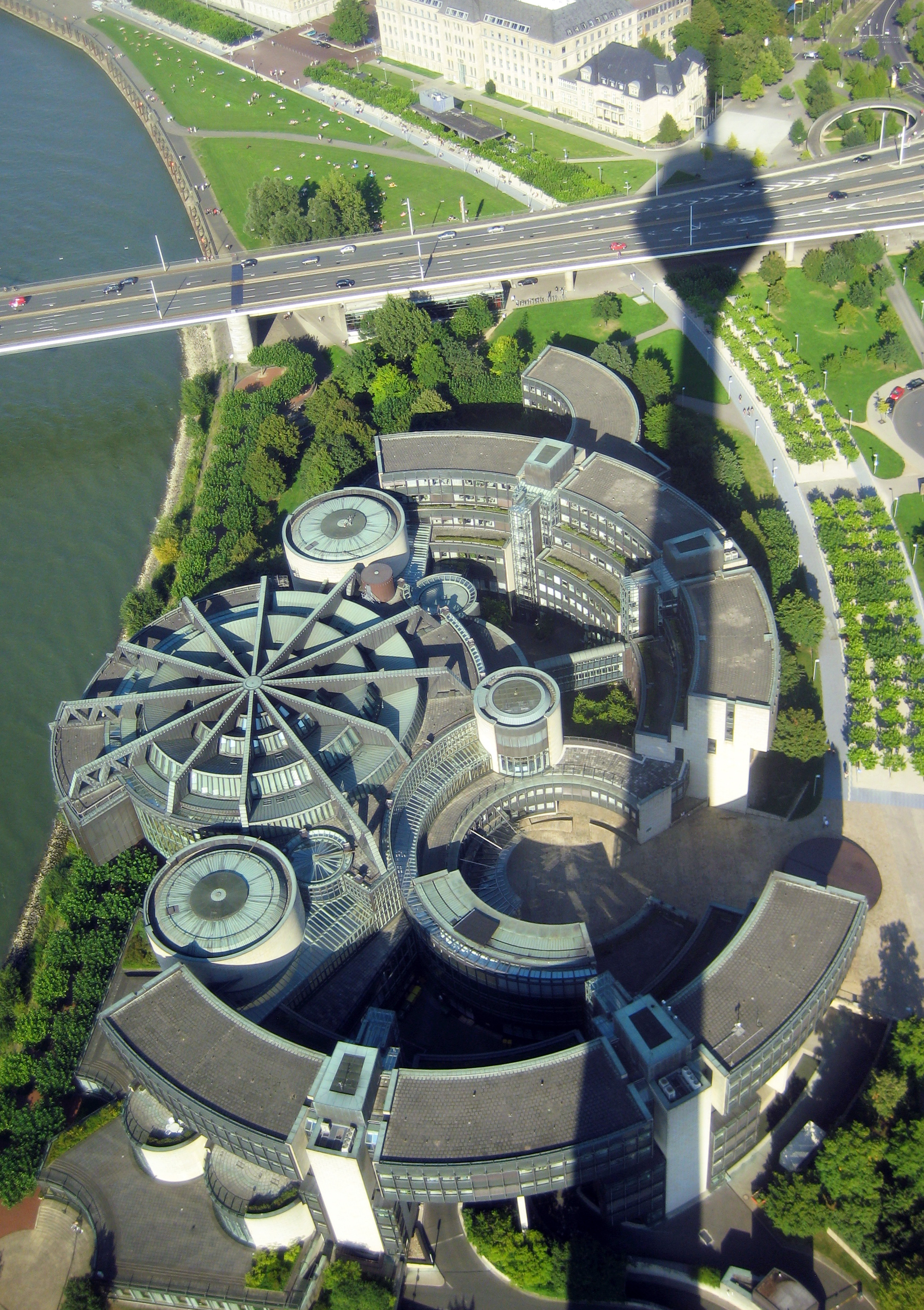
Landtagsgebäude Nordrhein-Westfalen

Die Architektur in Nordrhein-Westfalen umfasst Bauwerke fast aller Epochen der mitteleuropäischen Architekturgeschichte. Frühe Zeugnisse einer architectura hinterließ die römische Zivilisation am Rhein. Der älteste datierte römische Steinbau in Nordrhein-Westfalen – gleichzeitig auch der älteste Steinbau nördlich der Alpen – ist das sogenannte Ubiermonument in Köln, das als Hafenturm der Befestigung oder Bewachung des Oppidum Ubiorum gedient haben könnte. Die Fällung der Eichenstämme seiner Pfahlgründung datiert auf das Jahr 4 nach Christus. Die ältesten im Kern erhaltenen Bauwerke in Nordrhein-Westfalen stammen aus der spätantiken Zeit. Bedeutendstes frühes Architekturzeugnis Nordrhein-Westfalens ist die Pfalzkapelle Karls des Großen in Aachen, das architektonische Hauptwerk der Karolingischen Renaissance. Herausragende Beispiele neuerer Architekturgeschichte sind vor allem die zahlreichen Industriedenkmäler der industriellen Zentren an Rhein und Ruhr.
Nordrhein-Westfalen bildete nie einen einheitlichen Kulturraum und ist erst seit 1946/47 als Land eine staatliche Einheit. Da sich die baugeschichtliche Entwicklung des heutigen Bundeslandes meist in einem deutschen oder europäischen Kontext vollzog, gibt es keine Architektur, die als spezifisch nordrhein-westfälisch zu kennzeichnen wäre. In den 1920er Jahren gab es zwar in den Zentren des rheinisch-westfälischen Raums ein breites und stadtbildprägendes Baugeschehen im Architekturstil des Backsteinexpressionismus, das diesen Raum mit den Zentren Norddeutschlands, wo diese Strömung zeitweise ebenfalls dominierte, baugeschichtlich verbindet. Generell prägende kulturgeschichtliche Konstanten sind jedoch die territoriale und konfessionelle Zersplitterung des Raums, die Abhängigkeit der Teilräume von verschiedenen, oft entfernt gelegenen Zentren sowie unterschiedliche soziale, kulturelle und wirtschaftliche Entwicklungen in den Teilräumen. Diese Umstände führten dazu, dass in Nordrhein-Westfalen eine Vielzahl sich unterscheidender Kulturräume und Kulturschichten mit entsprechend unterschiedlichen Siedlungs- und Bauformen sowie Architekturtraditionen vorzufinden ist. Einige regionale Entwicklungen wie die Weserrenaissance hatten zwar ihren Schwerpunkt im heutigen Nordrhein-Westfalen, strahlten aber nie gleichermaßen auf das gesamte heutige Gebiet des Landes aus. Daher gibt es keinen typisch nordrhein-westfälischen Architekturstil. Im Zuge der Globalisierung prägen heute zunehmend internationale Verflechtungen der Kommunikationsstrukturen, der Konzerne, der Kapitalgeber, die Allverfügbarkeit der Materialien und Techniken, die Prestigebedürfnisse der Auftraggeber sowie internationale Wettbewerbe und Ausschreibungen große Teile des Baugeschehens in Nordrhein-Westfalen.
Einziger deutscher Träger des Pritzker-Preises, der weltweit renommiertesten Auszeichnung für Architektur, ist der nordrhein-westfälische Architekt Gottfried Böhm. Ein berühmter und stilbildender, in rheinischen und westfälischen Landesteilen tätiger Baumeister war der Barockarchitekt Johann Conrad Schlaun. Als der weltweit einflussreichste und bekannteste Architekt aus dem Gebiet des heutigen Nordrhein-Westfalens dürfte der Bauhauslehrer Ludwig Mies van der Rohe anzusprechen sein.
Als bedeutendstes Architekturdokument der staatlichen Repräsentation Nordrhein-Westfalens gilt das Gebäude des Landtags Nordrhein-Westfalen im Regierungsviertel der Landeshauptstadt Düsseldorf.

## Sakralbauten

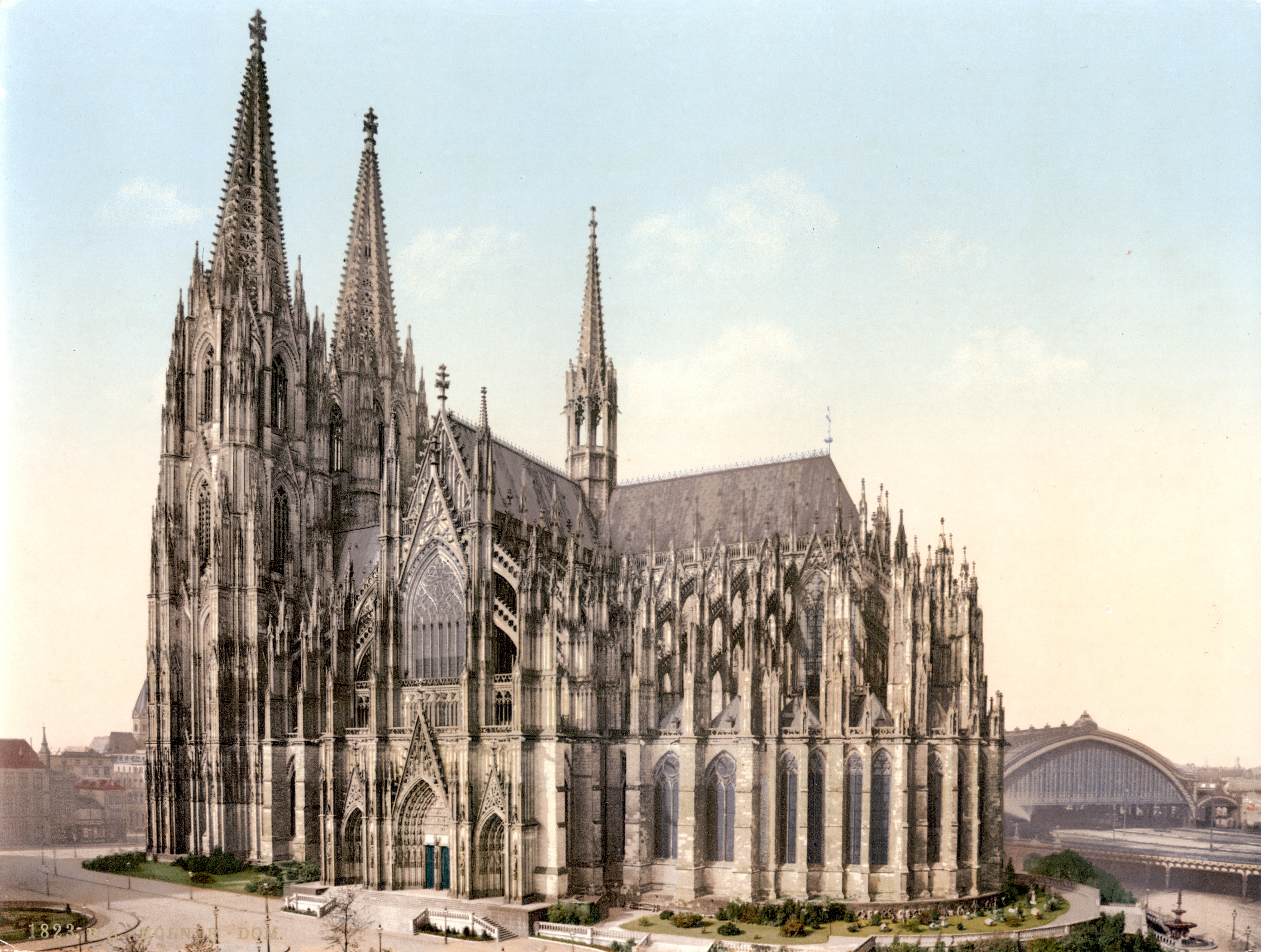
Kölner Dom um 1900

### Kirchen und Kapellen
Die Kirche St. Gereon ist eine der zwölf großen romanischen Basiliken in der Altstadt Kölns. St. Gereon, dessen Geschichte bis in Kölns römische Zeit zurückreicht, ist ein herausragendes Zeugnis spätantiker Architektur. Ihr Baukern aus spätantiker Zeit macht die Kirche zu einem der ältesten Gebäude des Landes. Die größte Touristenattraktion des Landes und zugleich der Bundesrepublik ist der Kölner Dom mit rund 6 Millionen Besuchern jährlich. Nach dem Mailänder Dom ist der Kölner Dom die größte gotische Kathedrale der Welt. Wie der Aachener Dom zählt er zu den Welterbestätten. Eine weitere baugeschichtlich herausragende Kirche ist der Altenberger Dom, der eine der größten Simultankirchen Deutschlands ist. Weitere Dome befinden sich in Essen, Minden, Münster und Paderborn.
Peter Zumthors 2007 errichtete Feldkapelle für den Heiligen Bruder Klaus ist ein herausragendes Zeugnis zeitgenössischer christlicher Kapellen in Nordrhein-Westfalen.

### Klöster
Das Kloster Corvey ist eine der herausragendsten und besterhaltenen Klosteranlagen aus karolingischer Zeit.

### Moscheen
In neuerer Zeit machte unter anderem die 2008 eröffnete Merkez-Moschee in Duisburg von sich reden, weil sie die größte Moschee des Landes ist und weil sie mit ihrem islamisch-osmanisch geprägten Bauprogramm eine neue, bedeutende Facette der nordrhein-westfälischen Religionslandschaft repräsentiert. Die während ihrer Planungs- und Bauzeit ebenfalls kontrovers diskutierte DITIB-Zentralmoschee Köln wurde im Jahr 2018 eröffnet, ihr Entwurf stammt von Gottfried und Paul Böhm.
Siehe auch: Liste der Klöster und Stifte in NRW

## Profanbauten

### Schlösser und Burgen

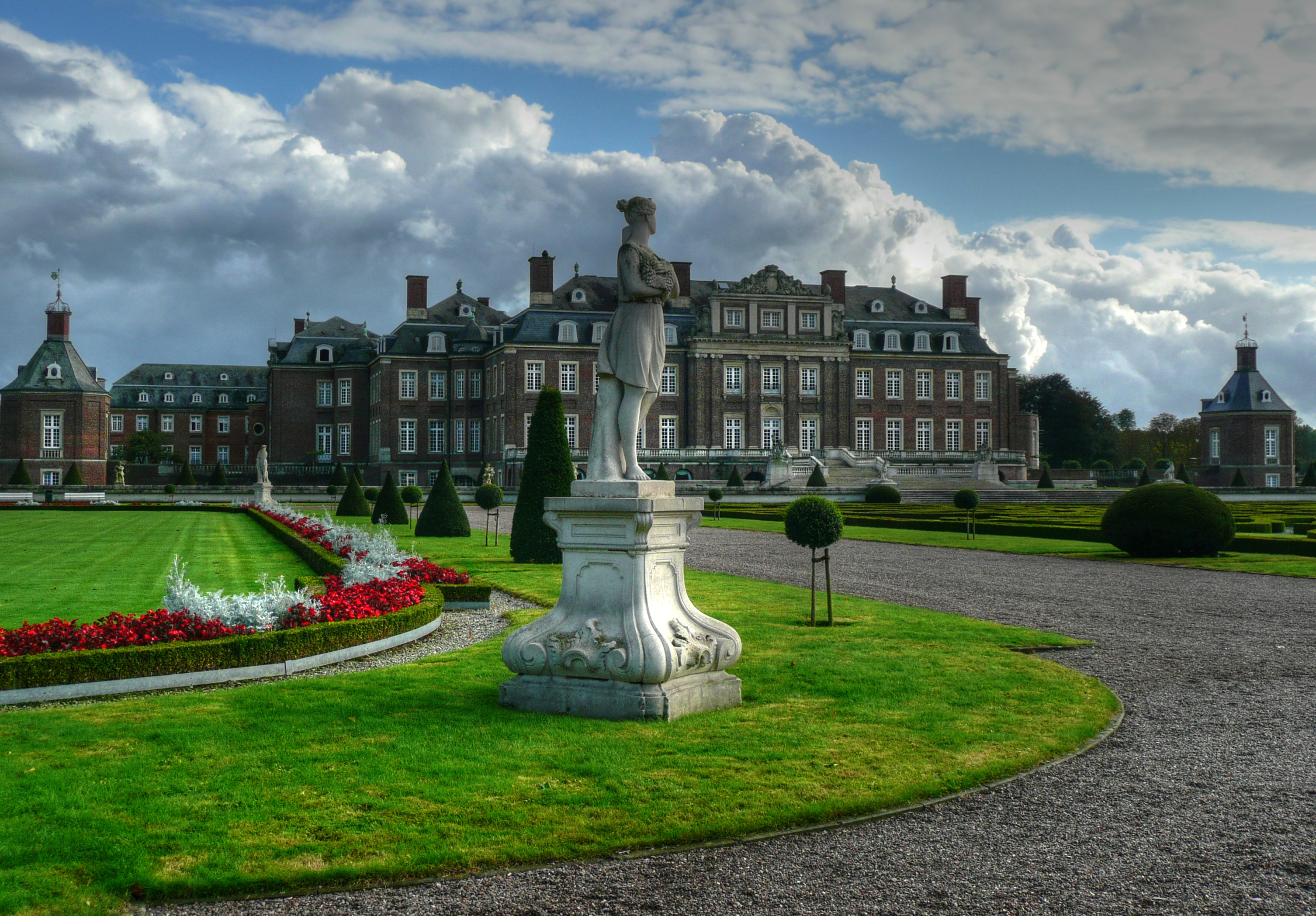
Schloss Nordkirchen

Die Schlösser Augustusburg und Falkenlust in Brühl sind herausragende Beispiele des Barocks und Rokokos. Der sie umgebende Schlosspark ist eine der schönsten Werke der Landschaftsarchitektur im Land. Ein weiteres bekanntes Schloss ist das Westfälische Versailles: Schloss Nordkirchen im Münsterland. Schloss Burg war die Stammburg der Grafen und Herzöge zu Berg. Beliebtes Ausflugsziel und festes „Inventar“ der Rheinromantik ist die Burgruine Drachenfels im Siebengebirge.
Siehe auch: Liste der Burgen, Schlösser und Adelssitze in NRW

### Rathäuser

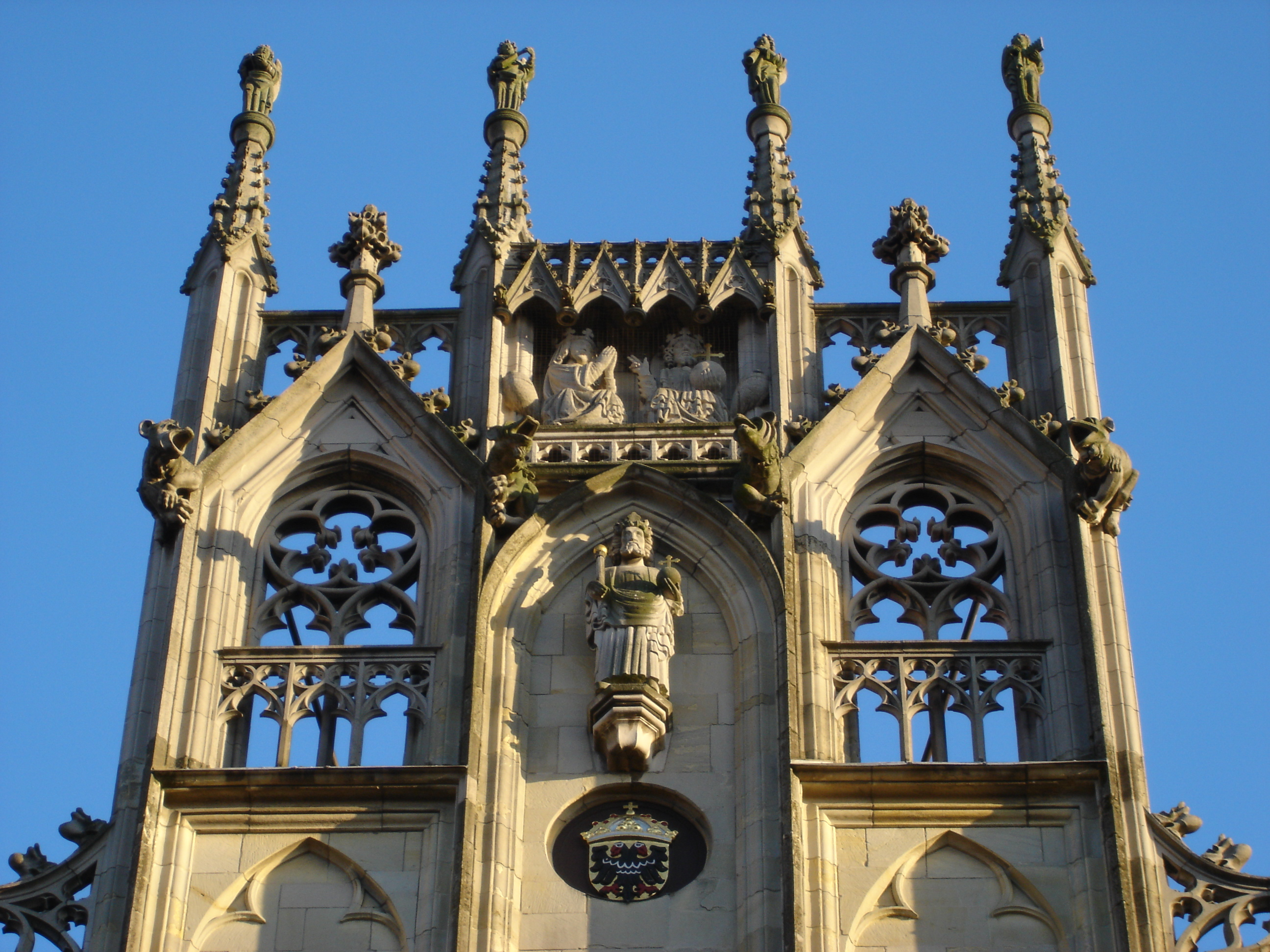
Gotischer Giebel des historischen Rathauses in Münster

Eines der bekanntesten Rathäuser Nordrhein-Westfalens ist das Historische Rathaus in Münster. 1648 wurde dort der Westfälische Frieden verhandelt. Das Rathaus wurde im Zweiten Weltkrieg zerstört und danach vereinfacht rekonstruiert. Das Rathaus gilt trotzdem als eines der bedeutendsten Baudenkmäler sowie einer der schönsten Profanbauten der Gotik. Im Aachener Rathaus, das im 14. Jahrhundert im Stil der Gotik entstand, wurde das Königsmahl der neugekrönten römisch-deutscher Kaiser abgehalten. Jährlich wird im Rathaus der Internationale Karlspreis verliehen. Das barocke Rathaus in Bonn ist vor allem durch zahlreiche Staatsgäste bekannt, die während der Hauptstadtzeit Bonns das Rathaus besuchten. Das historische Rathaus in Bocholt aus dem 17. Jahrhundert ist ein Beispiel für die Niederländische Renaissance in Nordrhein-Westfalen. Das Kölner Rathaus gilt als eines der ältesten urkundlich belegten Rathausbauten Deutschlands. Es wurde im 14. Jahrhundert erbaut und im Krieg stark zerstört. Trotzdem gelten insbesondere die teilrekonstruierte Rathauslaube im Renaissancestil sowie der Rathausturm als bedeutende Zeugnisse mittelalterlicher Baukunst in Nordrhein-Westfalen. Das im Kern gotische Rathaus der lippischen Kleinstadt Lemgo mit einem Baukern aus dem 14. Jahrhundert gilt als eines der schönsten Rathäuser der Weserrenaissance. Das alte Rathaus des ostwestfälischen Mindens stammt aus dem 13. Jahrhundert und wurde ursprünglich im Stil der Gotik erbaut. Im letzten Krieg wurde es schwer beschädigt, der gotische Laubengang aus dem 13. Jahrhundert ist aber im Original erhalten. Weitere sehr alte Rathäuser befinden sich beispielsweise in Brilon, Warburg, Erkelenz, Hattingen Um 1905 entstand das Rathaus in Remscheid, das bis heute durch seine Lage und wuchtige Architektur das Stadtbild prägt.
Das Bensberger Rathaus aus den 1960er Jahren von Gottfried Böhm ist ein preisgekröntes Beispiel für Rathausneubauten des 20. Jahrhunderts. Alfred Fischer schuf in Gelsenkirchen mit dem Hans-Sachs-Haus eines der bedeutendsten Rathäuser der Moderne. Friedrich Pützers Rathaus der Stadt Oberhausen stammt aus derselben Epoche wie das Hans-Sachs-Haus.

### Wohnhäuser und Wohnsiedlungen
Eines der bekanntesten Wohnhäuser des Landes ist die Villa Hügel in Essen. Sie gilt als das hervorragendste Beispiel der Schloss-ähnlichen Wohnhäuser der Industriellen im Ruhrgebiet. Die ebenfalls in Essen gelegene Siedlung Margarethenhöhe gilt als eine der ambitioniertesten und gelungensten Arbeitersiedlungen an Rhein und Ruhr. Die Zechenbetreiber errichteten in der Nähe ihrer Betriebsstätten wegweisende Arbeitersiedlungen, bei denen nicht selten auch eine soziale Verantwortung der Industriebarone für ihre Angestellten Form und Ausführung bestimmte, wenngleich wohl meist eher ein betriebswirtschaftlicher Vorteil im Vordergrund stand. Die Themenroute Arbeitersiedlungen verbindet Beispiele dieser Siedlungsform miteinander. Ihr Gegenstück – die Villen ihrer Arbeitgeber – sind in der Themenroute Unternehmervillen zusammengefasst. Ein radikales Beispiel der Postmoderne ist das Haus ohne Eigenschaften in Köln.

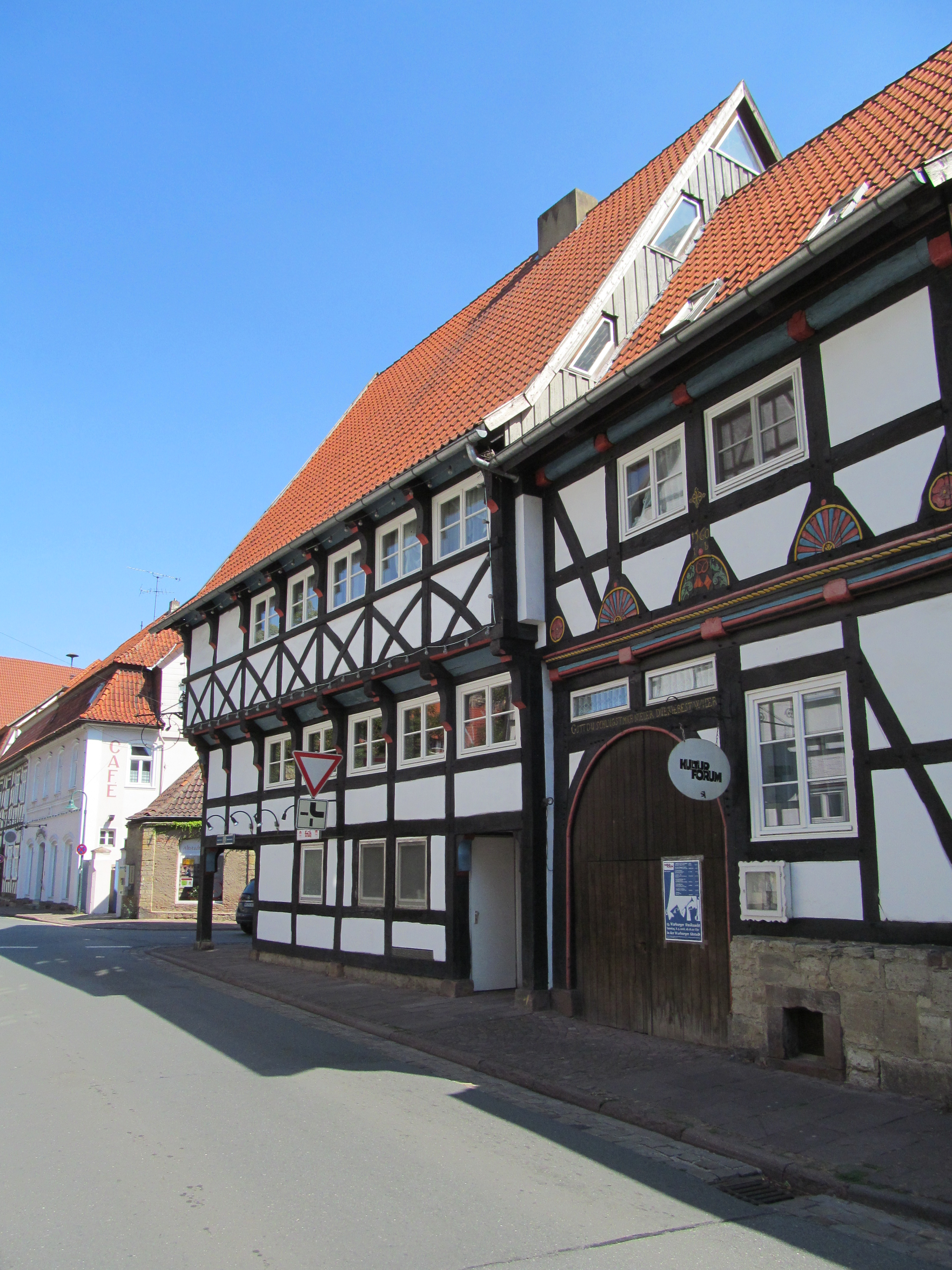
Eckmännekenhaus (1471), eines der ältesten datierten Fachwerkhäuser NRWs in Warburg

Insbesondere im westfälisch-lippischen Landesteil sowie auch im Sauerland und in der Eifel ist die Fachwerkbauweise Stadtbild prägend für zahlreiche Klein- und Mittelstädte in Nordrhein-Westfalen. Diese Bauweise war seit dem 15. bis zum Anfang des 20. Jahrhunderts die dort weit verbreitete Architekturform. In den Regionen des Sauerlands und der Eifel erfolgt zudem nicht nur eine Dacheindeckung, sondern die gesamte Verkleidung der Fachwerkfassade mittels Schiefer. Die beiden derzeit ältesten datierten Fachwerkhäuser Nordrhein-Westfalens befinden sich in Warburg im südlichen Ostwestfalen (unter anderem mit den Gebäuden des Eckmännekenhauses von 1471 oder der Hirsch-Apotheke von 1452.)

### Architektur im Zuge der Umnutzung ehemaliger Industrieflächen
Beispiele der Stadtentwicklung des ausgehenden 20. und beginnenden 21. Jahrhunderts sind der Medienhafen in Düsseldorf, der Duisburger Innenhafen, der Rheinauhafen am Kölner Rheinufer sowie die Neue Mitte Oberhausen. In Düsseldorf sind es u. a. die Bauten Frank O. Gehrys („Neuer Zollhof“), die den Medienhafen bekannt gemacht haben; in Köln gilt dies vor allem für die Kranhäuser Hadi Teheranis. Diese Beispiele stehen exemplarisch für den Wandel ehemaliger Industrieflächen, meist bereits zu Brachen verkommen, mitten in der Stadt, die im Zuge des Wandels zur Wissensgesellschaft einer neuen Bestimmung zugeführt wurden. Wegweisend für diese Antworten der Stadtplanung auf den Strukturwandel war vor allem die Internationale Bauausstellung Emscher Park.

### Hochschulneubauten

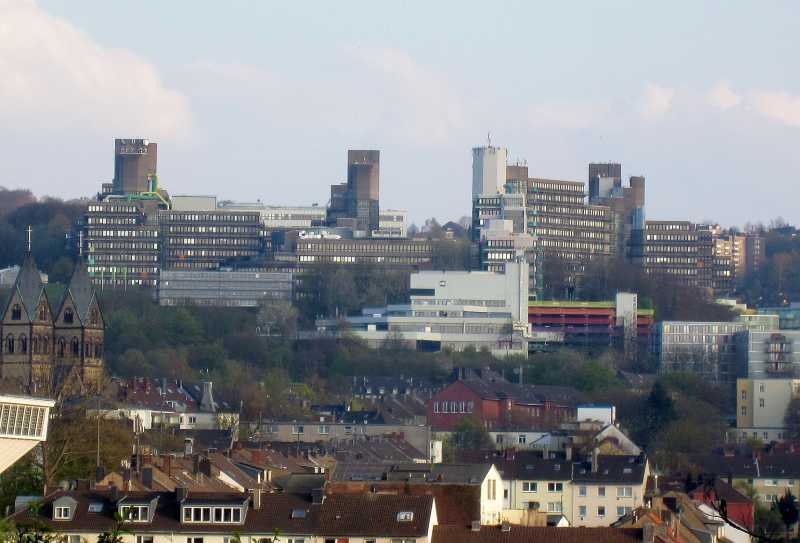
Die Bergische Universität Wuppertal als typischer Hochschulbau der 1970er Jahre

In der zweiten Hälfte des 20. Jahrhunderts wurden in Nordrhein-Westfalen im Zuge der Bildungsexpansion und in Reaktion auf den einsetzenden Strukturwandel neue Hochschulen errichtet. Die Universitäten in Bochum, Düsseldorf, Paderborn, Siegen, Wuppertal und Bielefeld stehen für die Hochschulbauten jener Zeit. Die Architekten und Bauherren waren bemüht, Universitäten auf einem Campus kurzer Wege oder noch verdichteter, wie im Beispiel Bielefelds, vollständig in einem Gebäudekomplex unterzubringen. Die mit viel Beton errichteten Gebäude zeigen sich vor allem funktional orientiert und sind wie im Fall der Bochumer Universität bis heute umstritten. Neueren Typs ist der 2006 unmittelbar neben der Zeche Zollverein errichtete Zollverein-Kubus, der von der Folkwang Universität der Künste genutzt wird. Der preisgekrönte Entwurf stammt von den Pritzker-Preis-Trägern Kazuyo Sejima und Ryue Nishizawa vom Büro SANAA. Das an der RWTH Aachen errichtete SuperC weist dagegen eine eher ungewöhnlich skulpturale Form auf.

### Museumsbauten

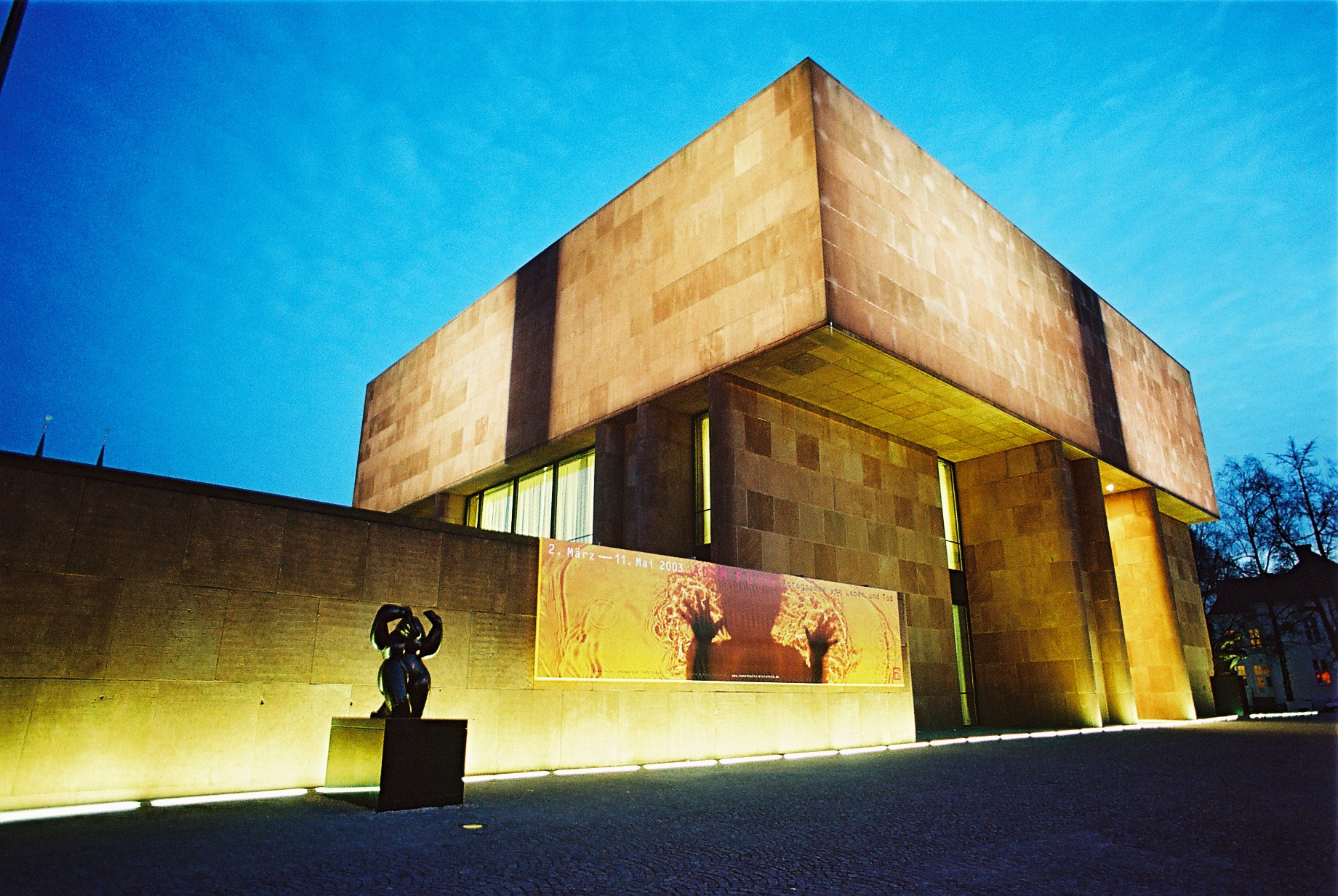
Kunsthalle Bielefeld

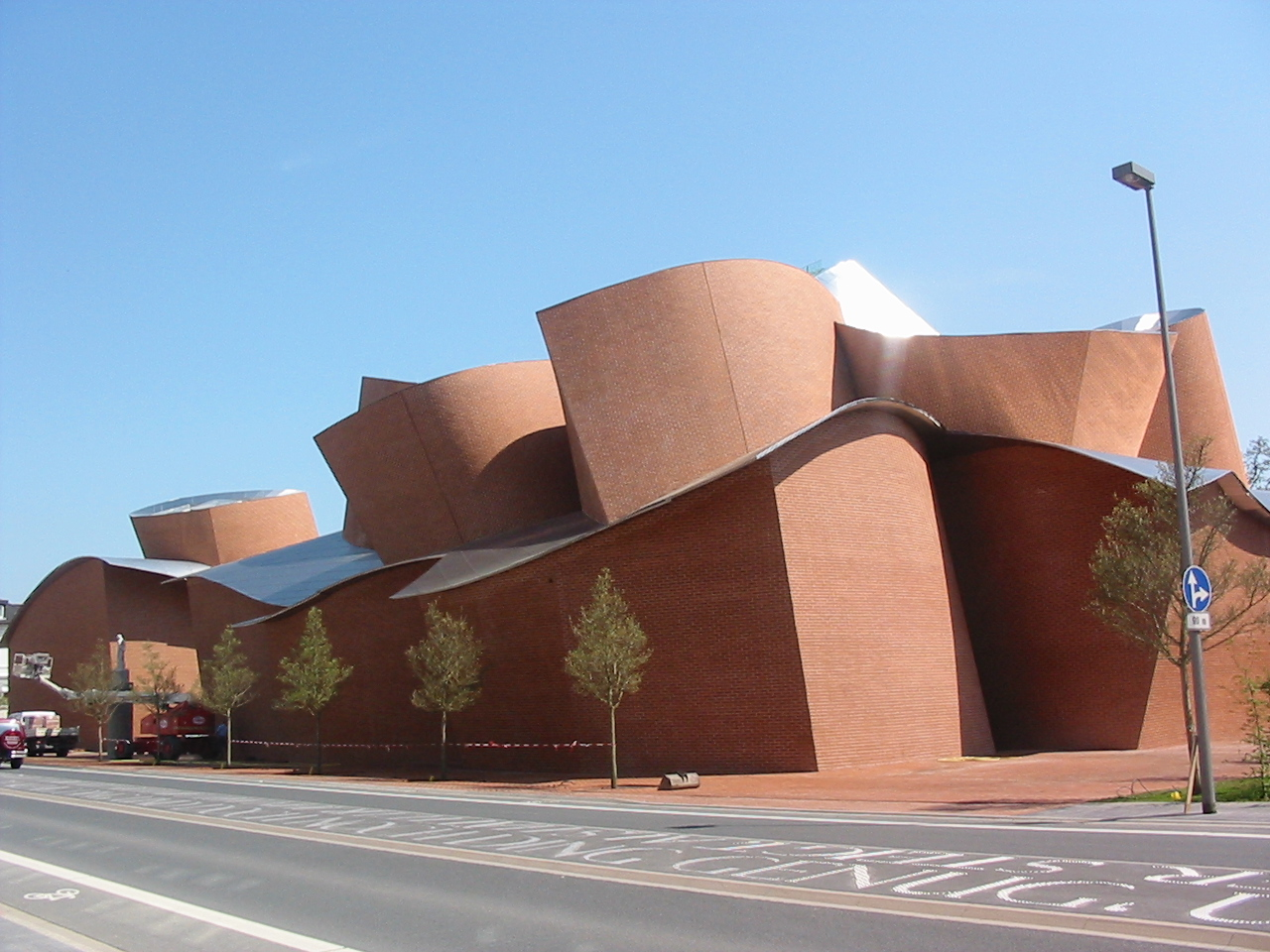
Marta Herford

Nur wenige architektonisch besonders herausragende Museumsbauten in Nordrhein-Westfalen stammen aus dem 19. Jahrhundert oder gar aus Epochen davor. Historische Museumsensembles vergleichbar der Berliner Museumsinsel finden sich in Nordrhein-Westfalen nicht. Im Gegensatz zu den großen Hauptstädten deutscher oder europäischer Staaten, die über entsprechend reiche Kulturschätze verfügten bzw. in deren Besitz gelangen konnten und damit den Grundstein bedeutender und traditionsreicher Kunstsammlungen legen konnten, für die die meist absolutistischen Machthaber teils prächtige Museumsbauten oder ganze das Stadtbild gestaltende Museumsquartiere einrichteten, entwickelten sich in Nordrhein-Westfalen bedeutende Kunstsammlungen in den meisten Fällen erst mit dem wirtschaftlichen Aufstieg des heutigen Staatsgebietes. Als Mäzene betätigten sich häufig reiche Industrielle. Nur wenige der heute meistbesuchten Museen, sind in historischen Gebäuden untergebracht. Zu nennen sind als Beispiele das zoologische Museum Koenig in Bonn (erbaut ab 1912) oder das Museum Kunstpalast in Düsseldorf, das in einem monumentalen, 1926 von Wilhelm Kreis für die Großausstellung GeSoLei entworfenen Gebäudekomplex untergebracht ist. Ein relativ kleines Museum ist das Haus Lange und Haus Esters, das von Ludwig Mies van der Rohe in den späten 1920er Jahren allerdings ursprünglich als Wohnhaus im von ihm mitgeprägten Bauhausstil entworfen wurde.
Die das meiste Publikum anziehenden Museen sind jedoch fast ausnahmslos in Bauten der Moderne beheimatet. Die architektonisch herausragendsten Museumsneubauten oder einfach die bekanntesten Museumsbauten dieser Epoche und der jüngsten Vergangenheit sollen im Folgenden kurz dargestellt werden.
Der erste größere Museumsneubau nach dem Zweiten Weltkrieg war in Nordrhein-Westfalen die 1968 eröffnete Kunsthalle Bielefeld nach einem Entwurf von Philip Johnson, die bis heute eines der stilbildendsten Bauwerke im von Johnson mitgeprägten Internationalen Stil in Deutschland ist. Beim 1974 in Köln eröffneten Römisch-Germanischen Museum ist neben dem auffälligen Einsatz von Glas und Waschbeton und seiner streng kubischen Formensprache vor allem die Integration eines am Ort vorgefundenen römischen Mosaikbodens kennzeichnend für diesen Museumsbau. Der 1986 ebenfalls in Köln eröffnete Bau für das Kunstmuseum Ludwig von den Architekten Busmann + Haberer zeigt eine besonders einprägsame Dachgestaltung. Das zeitgleich in Düsseldorf eröffnete Bau der Kunstsammlung Nordrhein-Westfalen (Entwurf von Otto Weitling und Hans Dissing) ist vor allem durch seine Fassade aus poliertem Syenit auffällig. Bereits während der Zeit der Bonner Republik begannen die Planungen zur Kunst- und Ausstellungshalle der Bundesrepublik Deutschland in Bonn. Sie wurde nach einem Entwurf von Gustav Peichl gebaut und 1992 eröffnet. Das benachbarte, zeitgleich eröffnete Kunstmuseum Bonn machte vor allem durch seine Dachkonstruktion und seine Offenheit von sich reden. Der 2001 eröffnete Neubau für das Kölner Wallraf-Richartz-Museum stammt von Oswald Mathias Ungers. Besonders einprägsam ist seine kubische Form. 2004 erbaute der Pritzker-Preisträger Tadao Andō für die Langen Foundation in Neuss ein lichtes Ausstellungsgebäude mit den für Andō charakteristischen Baumaterialien Beton, Glas und Stahl. Im ostwestfälischen Herford hofft man durch das 2005 eröffnete Designmuseum Marta von Frank Gehry auf den Bilbao-Effekt. Typisch ist in Herford wie auch beispielsweise bei seinen Bauten im Düsseldorfer Medienhafen Gehrys dekonstruktivistische Formensprache. Das 2007 in Köln eröffnete Museum für sakrale Kunst Kolumba von Peter Zumthor zeigt eine für viele seiner Bauten typische reduzierte, kubistische Formensprache, die Verwendung hochwertiger Materialien und Ausstattung mit Natursteinfassaden. Ungewöhnlich ist die Einbeziehung von Gottfried Böhms Kapelle „Madonna in den Trümmern“ aus dem Jahr 1957 sowie der Ruine von St. Kolumba. Neueste Museumsbauten sind das neue Ruhr Museum sowie der Neubau für das Museum Folkwang. Das Essener Ruhrmuseum wurde durch Rem Koolhaas entworfen. Seit 2010 ist es für Besucher eröffnet. Besonders interessant aus architektonischer Sicht ist, dass die Ausstellungsräume in die Räume der Kohlenwäsche der Zeche Zollverein integriert wurden. Besonders die spektakulär illuminierten Erschließungsbauwerke und Verknüpfungen der einzelnen Ebenen diese Industriebauwerks standen im Fokus der Arbeit von Koolhaas. Wie für das Ruhrmuseum wurde auch für das Museum Folkwang im Kulturhauptstadtjahr 2010 ein Neubau eröffnet. David Chipperfield entwarf helle, lichtdurchflutete Ausstellungsräume. Im Jahr 2015 wurde in Dortmund nach drei Jahren Bauzeit das Deutsche Fußballmuseum fertiggestellt.
Siehe auch: Museen in Nordrhein-Westfalen, Liste der Museen in Nordrhein-Westfalen

### Technische Bauwerke

Zeche Zollverein

#### Industriebauten
Kaum eine andere Region Europas bietet so viele herausragende Industriebauwerke wie Nordrhein-Westfalen. Meist sind sie Überbleibsel der nordrhein-westfälischen Montanindustrie. Die Zeche Zollverein wurde als UNESCO-Welterbe anerkannt. Bekannte weitere Bauwerke dieser Art sind beispielsweise der Gasometer Oberhausen, die Lindenbrauerei oder das Dortmunder U. Viele Industriedenkmale im Ruhrgebiet sind in der Route der Industriekultur miteinander verbunden.
Siehe auch: Liste technischer Denkmäler in NRW, Märkische Straße Technischer Kulturdenkmäler, Straße der Arbeit, Straße der Energie

#### Verkehrsbauten
Das Wasserstraßenkreuz Minden zählt zu den eindrucksvollsten historischen Verkehrsbauwerken Nordrhein-Westfalens.

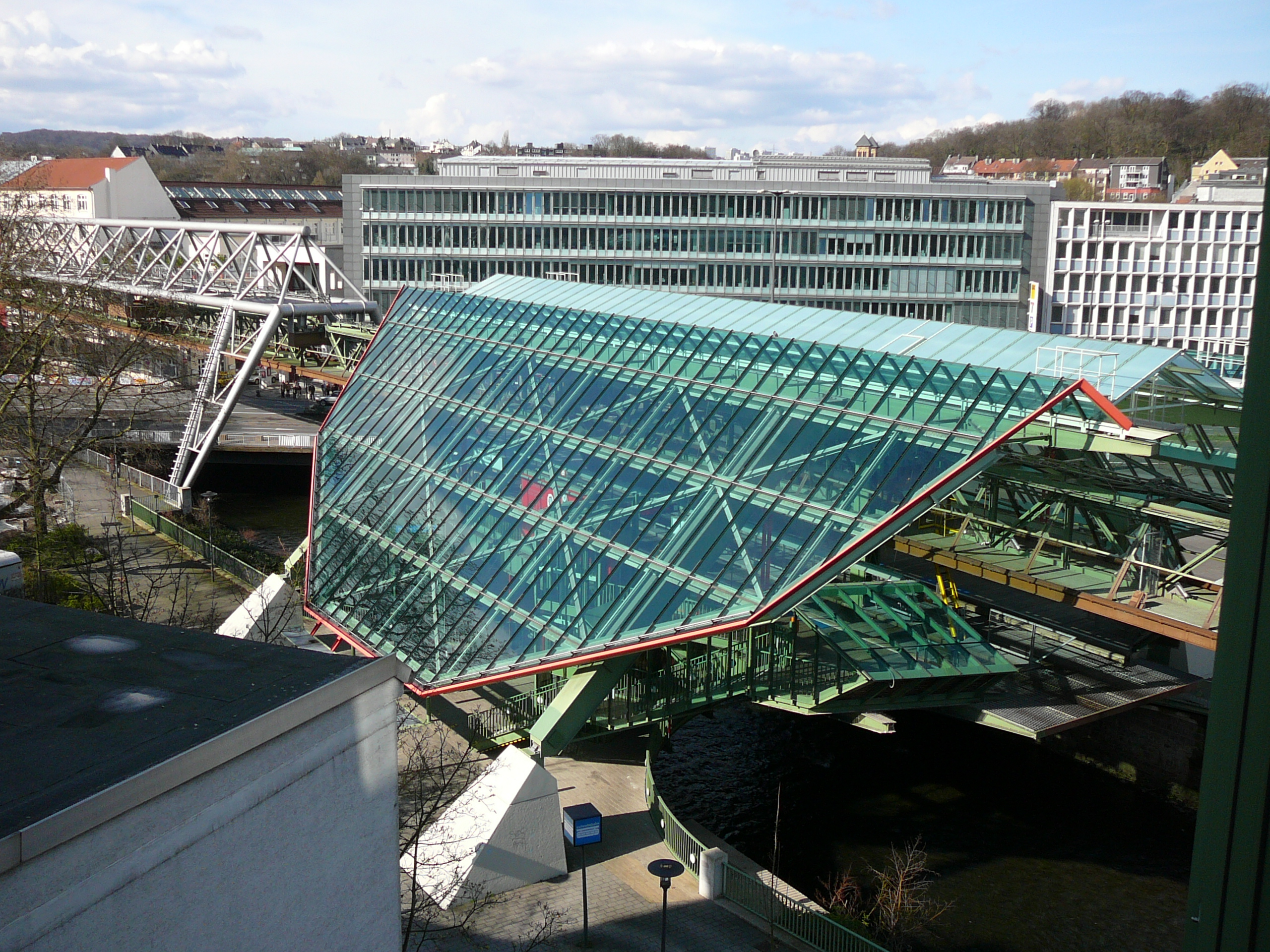
Die futuristische Station Kluse der Wuppertaler Schwebebahn

Ebenfalls in Minden ist der einst als Endpunkt der Köln-Mindener Eisenbahn Mitte des 19. Jahrhunderts errichtete Festungsbahnhof weitgehend in seinem Originalzustand erhalten. Architektonisch wurde er in die Anlage der preußischen Festung Minden eingepasst. Sein Pendant im Westen ist der ebenfalls im historischen Originalzustand weitgehend erhaltene Bahnhof Köln Messe/Deutz. Neben dem Inselbahnhof in Minden ist in Ostwestfalen mit dem Warburger Bahnhof ein weiterer, wenngleich verkehrlich weniger bedeutender Inselbahnhof dieser frühen Eisenbahnepoche um 1850 weitgehend im Originalzustand erhalten. Ebenfalls aus der Mitte des 19. Jahrhunderts stammt der heutige Wuppertaler Hauptbahnhof. Seine klassizistische Empfangshalle von 1848 ist eines der ältesten erhaltenen Bahnhofsgebäude einer deutschen Großstadt. Stilistisch folgte ihm Jahrzehnte später das 1913 im Stile des Neoklassizismus errichtete Empfangsgebäude des Bahnhofs Wuppertal-Barmen. Der zu Beginn des 20. Jahrhunderts eröffnete Hagener Hauptbahnhof ist einer der wenigen Bahnhöfe im Ruhrgebiet mit einem weitgehend erhaltenen neobarocken Bahnhofsgebäude. Im märkischen Werdohl findet sich mit dem Bahnhof Werdohl ein weiterer etwa zeitgleich errichteter Vertreter neobarocker Bahnhofsarchitektur. Stilbildende Beispiele der Bahnhöfe der 1930er Jahre sind die sachlich-modern, aber gleichzeitig monumental anmutenden Bahnhöfe in Duisburg, Düsseldorf und Oberhausen. Größter Bahnhof des Landes gemessen an der Passagierzahl ist der Kölner Hauptbahnhof. Seine historische stählerne Dachkonstruktion überspannt eine der größten Bahnhofshallen Europas. Zwar wurde das historische Schalter- und Empfangsgebäude nach schweren Kriegszerstörungen nach dem Krieg beseitigt, der Neubau zählt jedoch wie auch der Hauptbahnhof Bochum zu den bekanntesten Beispielen der Nachkriegsarchitektur der 1950er Jahre. Besonders das optische Zusammenspiel zwischen dem Dom, die auf dessen Hauptachse zulaufende Hohenzollernbrücke, die sich fast direkt an die Bahnsteige anschließt, sowie der Epochenmix aus dem mittelalterlichen Dom, den Stahlbögen von Hohenzollernbrücke und Bahnhofshalle sowie der bis heute modern anmutenden Schalterhalle aus der Nachkriegszeit, bilden ein einzigartiges Gesamtensemble. Der Bahnhof Köln/Bonn Flughafen ist ein Beispiel für Bahnhofsbauten des 21. Jahrhunderts.
Die 1901 eröffnete Wuppertaler Schwebebahn ist eines der einzigartigen Verkehrsmittel Deutschlands. Ihr stählernes Traggerüst sowie ihre einzigartigen Haltestellen machen die Schwebebahn zum Wahrzeichen der Stadt Wuppertal.
Siehe auch: Liste der Personenbahnhöfe in Nordrhein-Westfalen

### Bauernhäuser

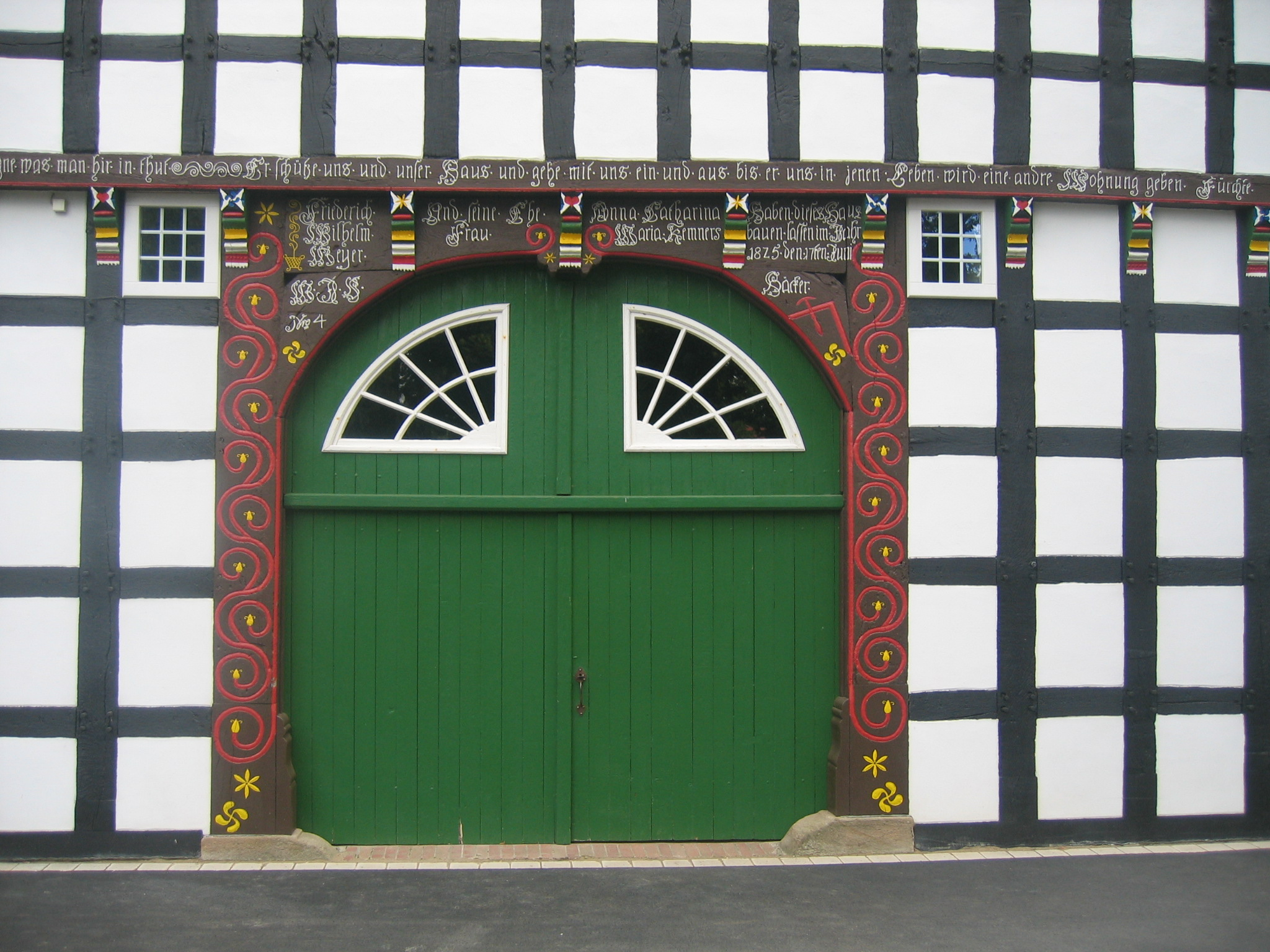
Deelentür eines westfälischen Bauernhauses in Bieren

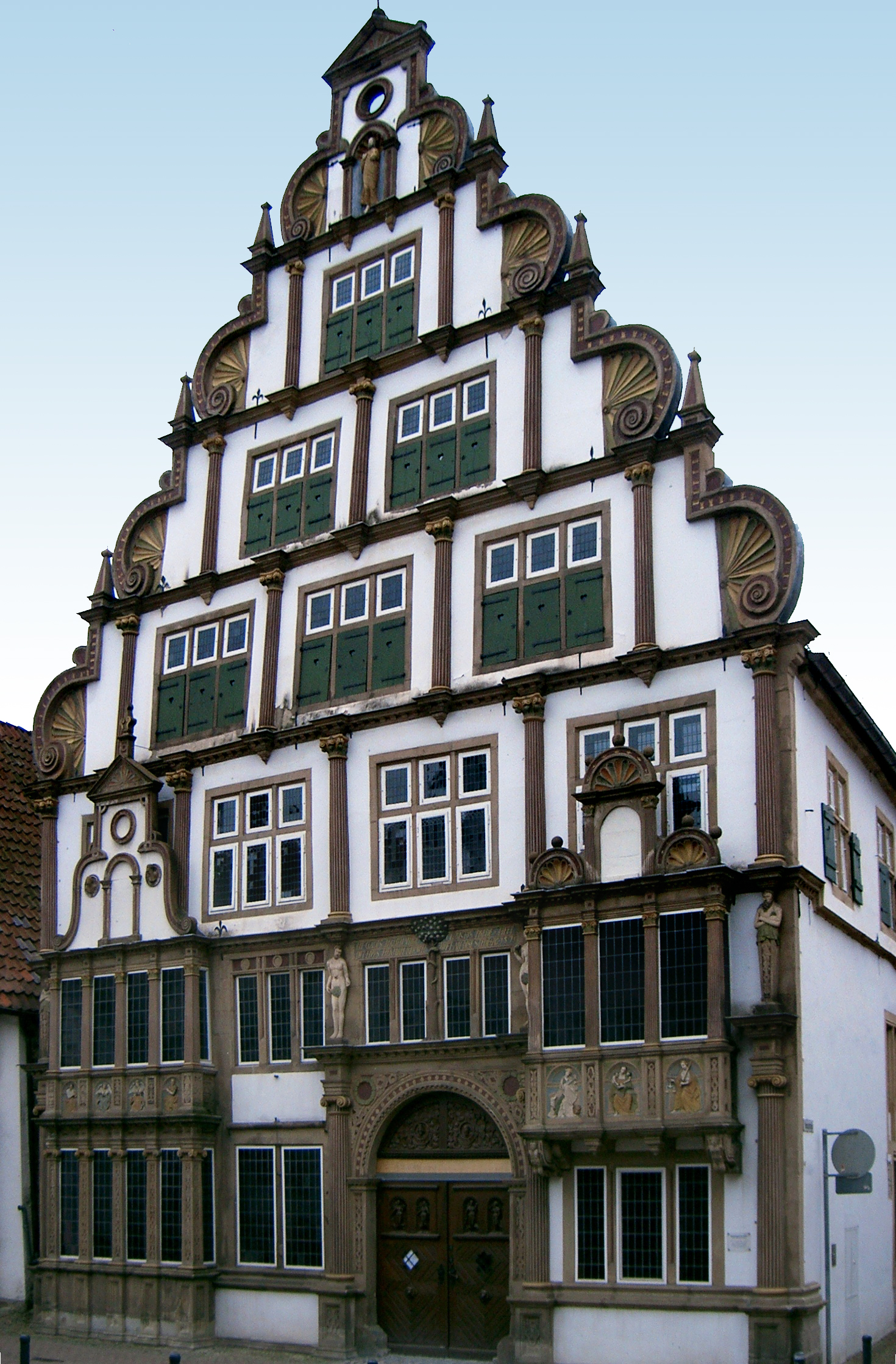
Hexenbürgermeisterhaus in Lemgo

Besonders Westfalen liegt im Verbreitungsgebiet des für ganz Norddeutschland typischen Fachhallenhauses, das im ländlichen Nordrhein-Westfalen vorwiegend als Bauernhaus in Erscheinung tritt, in den westfälischen Städten aber auch als Wohn- oder Geschäftshaus. Diese meist in Fachwerkbauweise errichteten Gebäude sind u. a. durch eine mittige Diele, darüber befindlichen Lagerboden, seitlich der Diele angeordnete Stallungen und hinter der Diele angeordnete Wohn- und weitere Arbeitsräume gekennzeichnet. Der Zugang zur Diele erfolgt meist durch ein an der Giebelseite angeordnetes Tor, die sogenannte Dielentür. Die größten Bauernhäuser sind als Vierständerhaus ausgeführt. Die Balken der Giebelseite sind meist aufwändig verziert, der Giebel meist bekrönt durch die typischen gekreuzten Pferdeköpfe, in Ostwestfalen meist durch Geckpfähle. Besonders die Torbalken der Dielentür sind häufig aufwändig geschnitzt und bemalt. Typisch für die westfälischen Fachwerkhöfe ist die Farbgebung: schwarze Balken, weiße Ausfachungen (einst traditionell aus Lehm und Stroh). Im westlichen Westfalen finden sich häufiger Bauernhäuser in Ziegelsteinbauweise (Verwendet wurde meist roter Backstein, teils auch nur als Ausfachung der Balken), die prinzipiell aber ebenfalls den Grundriss eines Fachhallenhauses aufweisen. Im östlichen Westfalen findet sich die Backsteinbauweise meist nur bei „neueren“ Bauernhäusern.
Als „kleine Kopie“ der großen Bauernhäuser sind meist die umliegenden Kotten erbaut. Eine ähnliche städtische Abwandlung des Hallenhauses war das Dielenhaus, das prinzipiell ebenfalls im vorderen Teil eine große Diele aufwies. Diese Häuser dienten jedoch meist weniger landwirtschaftlichen Zwecken. Im Vordergrund stand die Funktion als Geschäftsräume für Händler oder Handwerker. Besonders prächtige Hallenhäuser und Dielenhäuser entstanden im Stil der Weserrenaissance vornehmlich im nordrhein-westfälischen Weserbergland. Sie zeichnen sich durch besonders aufwendige Giebelformen und prächtige Holzschnitzarbeiten zur Verzierung der Balken aus.

### Sportstätten

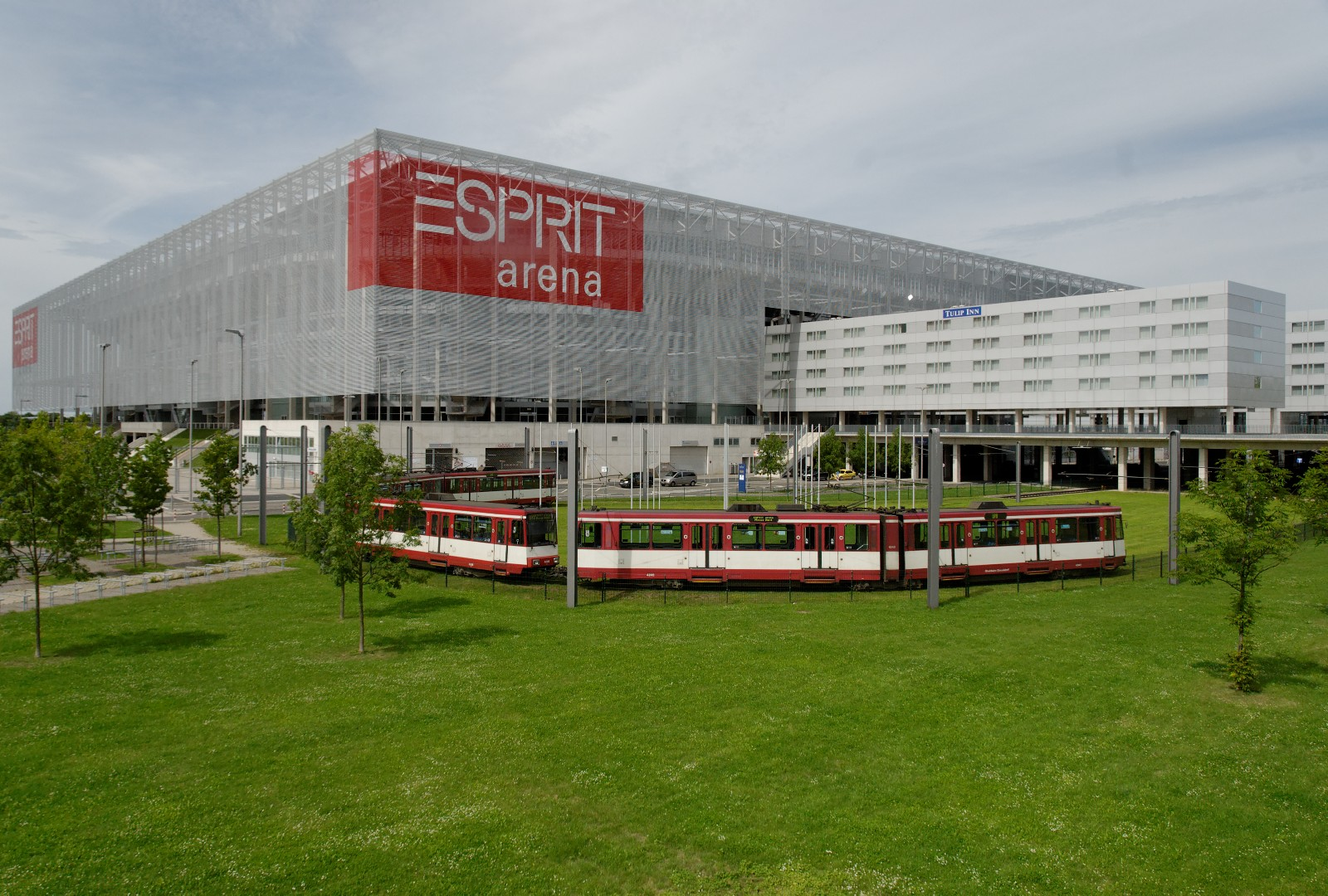
ESPRIT arena mit integriertem Hotel

Die Sportstätten des Landes sind allenthalben durch große Nüchternheit geprägt, wenn man die emotionale Bedeutung dieser Orte außen vor lässt. Architektonisch dominieren vor allem Zweckbauten. Architektonische Highlights vergleichbar dem Berliner Olympiastadion oder der Allianz Arena in München sind nur ansatzweise erkennbar.
Das größte Fußballstadion des Landes und gleichzeitig Deutschlands ist das Signal-Iduna-Park in Dortmund, das vor allem unter seinem Traditionsnamen Westfalenstadion bekannt ist. Die markanten gelben Stahlträger der Dachkonstruktion des über 80.000 Plätze fassenden Stadions sind eines der Wahrzeichen Dortmunds. Die rund 55.000 Zuschauer fassende Veltins-Arena in Gelsenkirchen, die in unmittelbarer Nähe des alten Parkstadions erbaut wurde, weist als Besonderheit einen ins Freie fahrenden Rasen sowie ein bewegliches Dach auf, das im geschlossenen Zustand das gesamte Stadioninnere überdacht. Die Merkur Spiel-Arena in Düsseldorf ist mit einer Kapazität von rund 54.600 Zuschauern das drittgrößte Stadion des Landes. Wie die Schalker Arena besitzt das Stadion vor allem wegen seines verschließbaren Daches eine Multifunktionalität, die beispielsweise auch Musikkonzerte ermöglicht. Es weist unter den hier aufgezählten großen Stadien des Landes die wohl architektonisch herausragendste Fassadengestaltung auf. Weitere Besonderheiten sind im Innenraum eine Heizung sowie die ungewöhnliche Sitzplatzgestaltung. Das viertgrößte Stadion Nordrhein-Westfalens ist der 2004 eröffnete Borussia-Park in Mönchengladbach, das rund 54.000 Zuschauern Platz bietet. Nächstgrößtes Stadion ist das Rheinenergiestadion in Köln (50.300 Plätze), das traditionell auch als Müngersdorfer Stadion bekannt ist. Die für ein Bundesligastadion relativ kleine BayArena in Leverkusen (rund 30.000 Plätze) wartet mit einer besonders markanten Dachkonstruktion auf.
Die nach Zuschauerkapazität größte Anlage für Leichtathletikveranstaltungen ist das Stadion Gladbeck (auch Vestische Kampfbahn) in Gladbeck. Es fasst rund 38.000 Plätze.
Größte „Sporthalle“ ist die Lanxess-Arena in Köln mit einem Fassungsvermögen von maximal rund 20.000 Zuschauern. Ihre weithin sichtbare „henkelförmige“ Dachkonstruktion macht diese Multifunktionsarena zu einem das rechtsrheinische Kölner Stadtgebiet prägenden Element. Neben Veranstaltungen aller Art werden in der Halle regelmäßig Eishockey, Handball und Basketball gespielt. Größtes Tennisstadion ist das OWL Arena in Halle (Westf.) (12.300 Plätze), dessen Dach den Rasen und die Zuschauerränge des Stadions vollständig zu überspannen vermag. Neben Tennis werden dort besondere Handballspiele sowie regelmäßig Musikveranstaltungen durchgeführt.
Eine in der Welt des Reitsports weitgehend einzigartige Anlage befindet sich in Aachen, wo jährlich das traditionsreiche Pferdesportturnier CHIO Aachen ausgetragen wird.
In der NRW-Stadiondatenbank des Fußball- und Leichtathletik-Verbandes Westfalen und des Leichtathletik-Verbandes Nordrhein sind viele Sportstätten Nordrhein-Westfalens aufgelistet.
Siehe auch: Liste der größten Fußballstadien in Deutschland

### Militärische Bauwerke

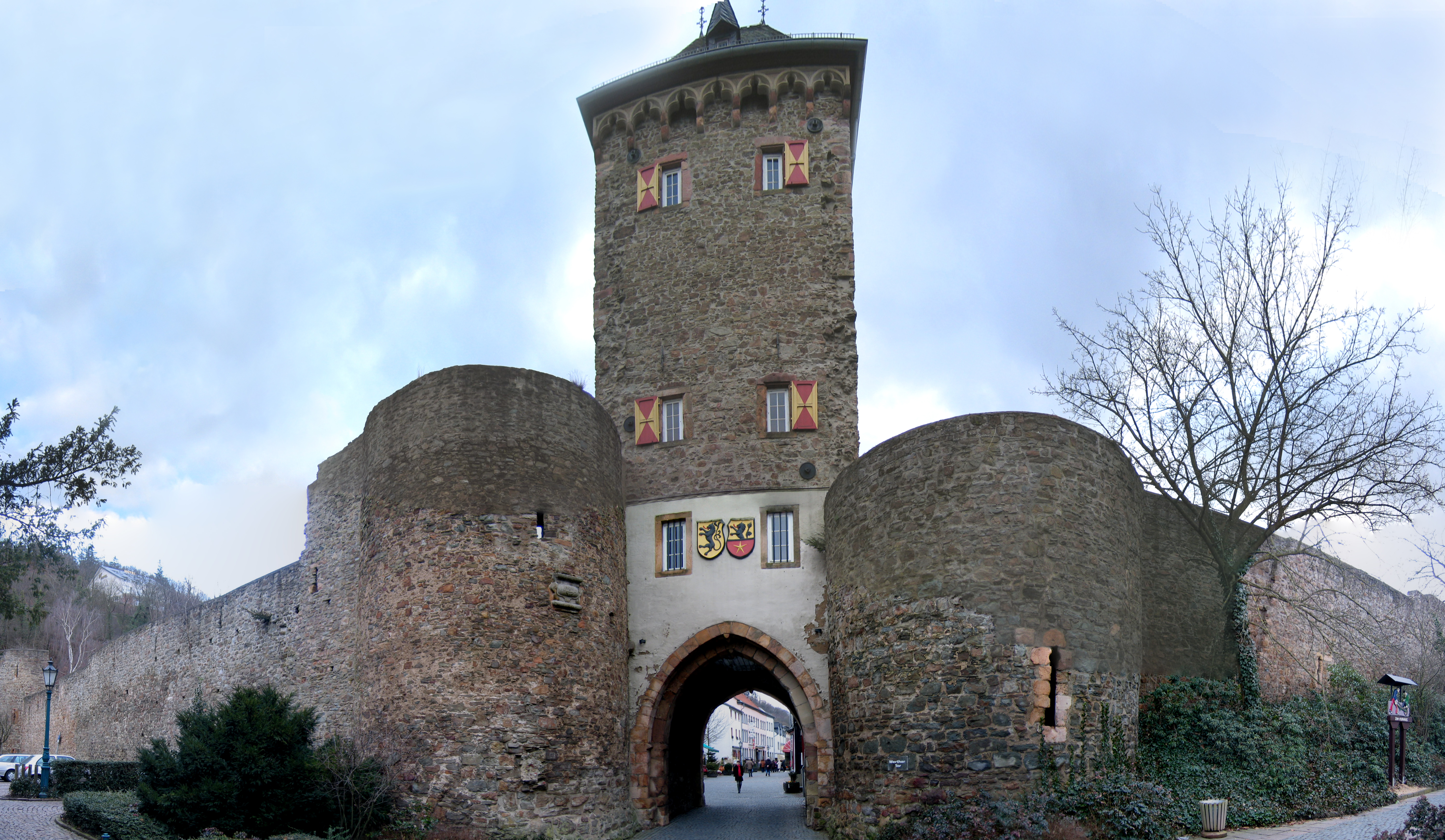
Eines der mächtigen Stadttore Bad Münstereifels in einer Panoramaansicht

Die ältesten Bauwerke mit militärischem Zweck stammen aus römischer Zeit. Sie sind aber nur noch als Bodendenkmäler erhalten. In den linksrheinischen Gebieten des heutigen Nordrhein-Westfalens errichteten die Römer Militärlager als Quartier für die römischen Besatzungseinheiten. Aus einigen dieser Lager entwickelten sich Städte. Dazu zählen Bonn (Bonnensia, Bonna), Neuss (Novaesium) oder das heutige Xanten, das nahe der Colonia Ulpia Traiana und in der Nähe bedeutender Militärlager entstand. Rechtsrheinischer, militärischer gesicherter Brückenkopf war das heutige Köln-Deutz (Divitia). Diese archäologischen Stätten sind Reste des niedergermanischen Limes, zu dem noch weitere, teils bis heute nicht lokalisierte Bauten zählten. Im Zuge der Expansion in die Germania Magna errichteten die römischen Truppen auch teils mehrjährig belegte Militärlager entlang der Lippe. Dazu zählte beispielsweise das Römerlager Haltern bei Haltern am See.

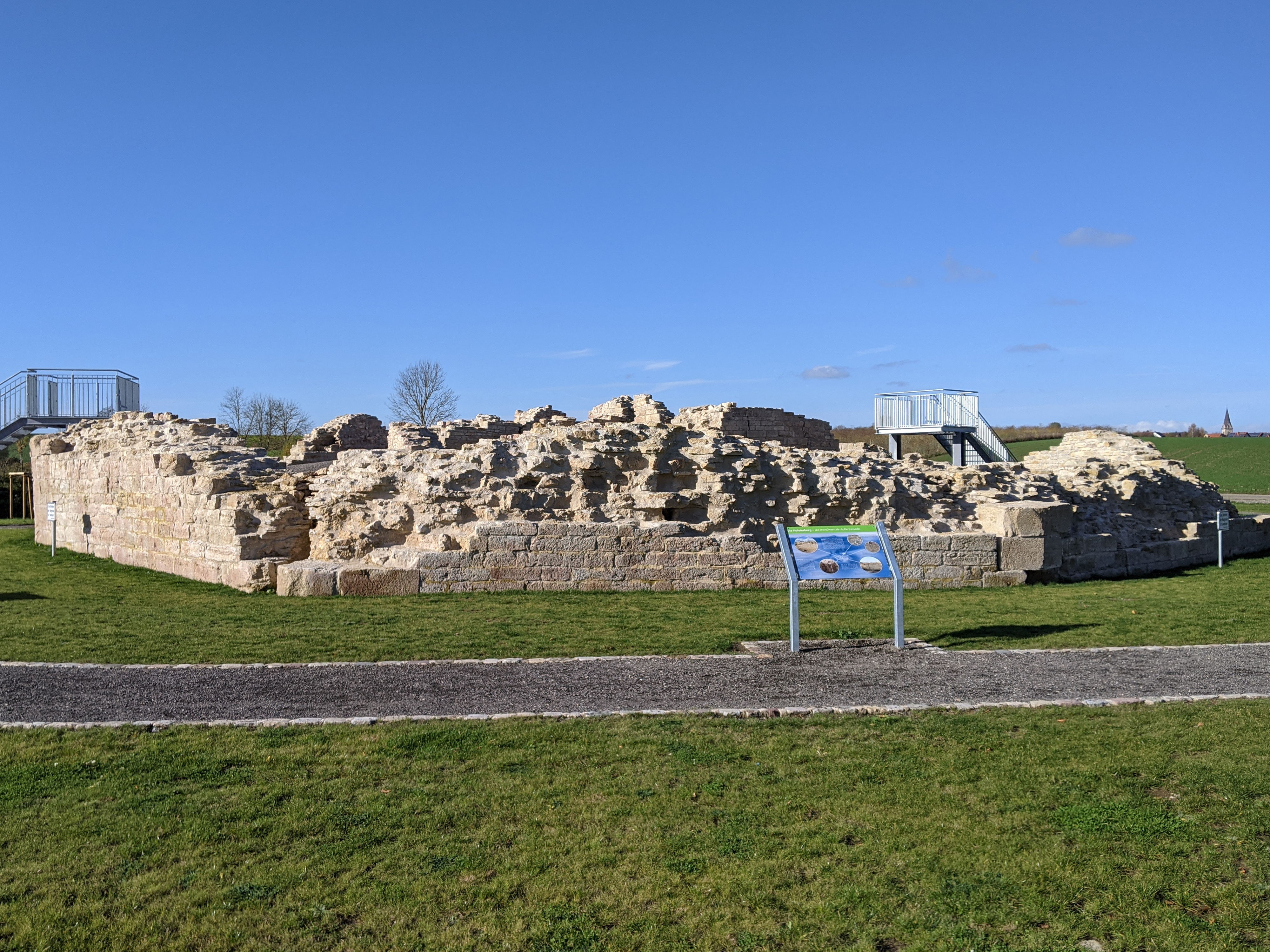
Reste der oktogonalen Holsterburg (1191) bei Calenberg

Teils noch älter als diese römischen Militärbauten sind die germanischen und keltischen Fliehburgen aus der La-Tène-Zeit im heutigen Nordrhein-Westfalen. Erhalten sind von diesen meist nur die Reste der Wälle. Zu diesen zählen zum Beispiel mehrere im Weserbergland als Bodendenkmal erhaltene Bauten wie die Wittekindsburg, die Dehmer Burg, die oktogonale Holsterburg aus der Stauferzeit bei Warburg-Calenberg sowie die Herlingsburg nahe Lügde.

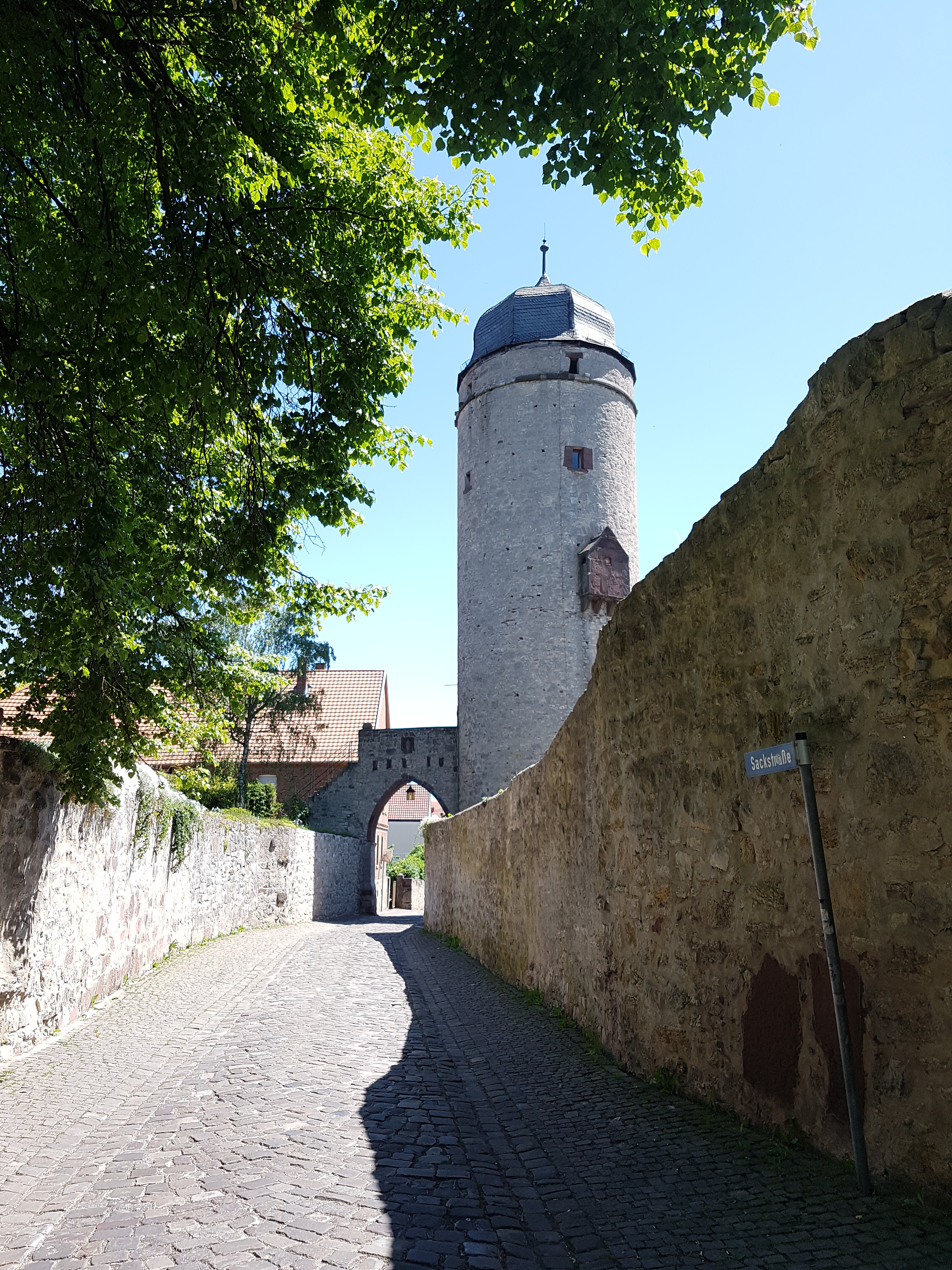
Sackturm und -tor aus dem Jahr 1443 an der doppelten Ringmauer in Warburg

Besonders die preußischen Festungen im heutigen Land Nordrhein-Westfalen sind neben den Burgen in Nordrhein-Westfalen ehemals bedeutende militärische Anlagen. Das Glacis der alten Festung Minden und viele militärische Einrichtungen in Minden wurden geschleift, erhalten sind aber beispielsweise weitestgehend der Festungsbahnhof in Minden und dessen Bahnhofskaserne, die Heeresbäckerei, das Proviantmagazin, mehrere Forts und mehrere Kasernengebäude. Dazu zählt die Defensionskaserne, in der das Preußen-Museum untergebracht ist, wo die Geschichte Mindens als preußische Verwaltungs- und Festungsstadt dargestellt wird. Auch der preußische Festungsring um Köln wurde größtenteils geschleift. Erhalten sind aber auch in Köln einige Forts und weitere Festungsbauwerke. Weitere Festungen Preußens waren Lippstadt, Moers und Wesel (siehe auch Zitadelle Wesel). Die Festung Jülich (siehe auch Zitadelle Jülich) wurde erst spät preußisch.
Stadtmauern sind nur in wenigen Städten Nordrhein-Westfalens weitestgehend erhalten. Die wachsenden Städte des heutigen Nordrhein-Westfalens legten die gegen moderne Waffen unwirksam gewordenen mittelalterlichen Stadtmauern nieder, um ungehindert zu expandieren. Die Essener Stadtmauer wurde beispielsweise im 19. Jahrhundert geschleift. Weitgehend erhaltene Stadtmauern besitzen Bad Münstereifel, Stadt Blankenberg, Warburg, Kempen, Soest und Zons. Die mächtigen antiken römischen und mittelalterlichen Stadtmauern Kölns wurden fast völlig geschleift. Erhalten sind in Köln jedoch einige Stadttore. Auch in Aachen und Blomberg sind Reste der Stadtmauer und einige Stadttore erhalten. In Duisburg wurden zu den Resten der Stadtmauer rekonstruierte Mauerstücke hinzugefügt.
Aus der Zeit zwischen den Weltkriegen und aus dem Zweiten Weltkrieg stammen die erhaltenen Bauwerke des Westwalls im Westen des Landes. Bekannte militärische Bauwerke des Kalten Krieges sind der Ausweichsitz Nordrhein-Westfalen in Urft und die sich noch heute in Betrieb befindliche unterirdische Führungsanlage Castle Gate in Linnich.
Siehe auch: Liste von Bunkeranlagen in Nordrhein-Westfalen, Liste von Festungen in Nordrhein-Westfalen

## Landschaftsarchitektur

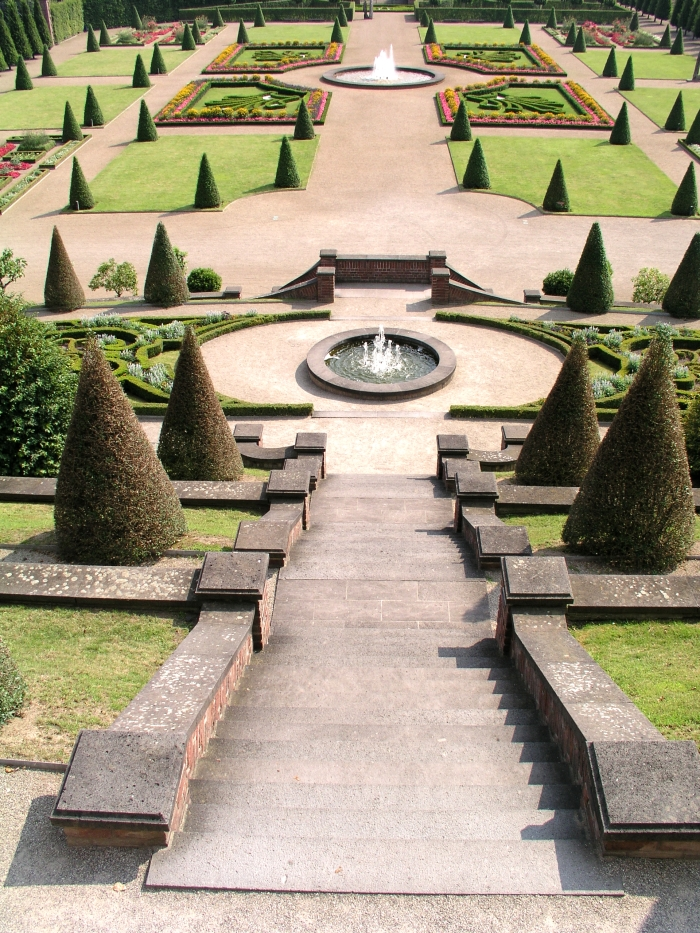
Kloster Kamp. Blick den terrassierten Klostergarten hinab.

Die Parks in Nordrhein-Westfalen sind ein wichtiger Naherholungsraum. Herauszuheben sind die vier regionale Gartenrouten: „Gärten der kulturellen Ereignisse in Ostwestfalen“, „Gartenroute der Münsterländer Schloss- und Parklandschaft“, „Parks und Gärten als Element der Stadtentwicklung“ im Ruhrgebiet und die „Gärten und Parks im Rheinland, Einblicke – Ausblicke: Garten, Architektur, Landschaft“. Viele Parks sind außerdem in Parknetzwerken organisiert. Zu nennen sind das European Garden Heritage Network, die länderübergreifende Straße der Gartenkunst zwischen Rhein und Maas und das Projekt Garten_Landschaft OstWestfalenLippe. Seit 1984 richtet das Land außerdem regelmäßig Landesgartenschauen aus, die erste fand im Maximilianpark in Hamm statt. Wahrzeichen dieser ersten Landesgartenschau war der begehbare Glaselefant, der, vom Künstler Horst Rellecke entworfen, der ehemaligen Kohlenwäsche der Zeche Maximilian aufgesetzt wurde. Das Land richtete außerdem bereits neunmal die Bundesgartenschau aus. Bekannte Parks sind u. a. der Grugapark und der Westfalenpark.
Siehe auch: Kulturlandschaften in Nordrhein-Westfalen, Internationale Bauausstellung Emscher Park

## Weltkulturerbestätten
Zu den UNESCO-Welterbestätten des Landes zählen der Kölner Dom, der Aachener Dom, die Zeche und Kokerei Zollverein und die Schlösser Augustusburg und Falkenlust.
Der Kölner Dom, nach Jahrhunderte dauernder Bauphase 1880 vollendet, ist eines der herausragendsten Beispiele gotischer Architektur in Europa. Zugleich ist er höchstes Kirchengebäude in Nordrhein-Westfalen und zählt auch heute noch zu den höchsten Bauwerken des Landes. Er ist das Wahrzeichen Kölns und zieht mit rund 6 Millionen Besuchern die meisten Besucher aller Touristenattraktionen Deutschlands an. Der Kölner Dom wurde 1996 von der UNESCO als eines der europäischen Meisterwerke gotischer Architektur eingestuft und zum Weltkulturerbe erklärt.
Der Dom in Aachen war das ideelle Zentrum des karolingischen Reiches und des römisch-deutschen Kaiserreiches. Er ist die Grabeskirche Karls des Großen und Krönungsort zahlreicher seiner Nachfolger. Besonders das karolingische Oktogon ist einzigartig für die Bauwerke karolingischer Zeit im heutigen deutschen Kulturraum. Der Aachener Dom wurde 1978 mit seinem Kunstschatz als erstes deutsches Denkmal in die Liste des UNESCO-Weltkulturerbes aufgenommen.
Die Schlösser Augustusburg und Falkenlust in Brühl zählen zu den bedeutendsten Bauwerken des Barocks und Rokokos in Deutschland und sind seit 1984 UNESCO-Welterbestätten. Die Bundesrepublik Deutschland nutzte von 1949 bis 1996 das sich ehemals im Besitz der Kölner Erzbischöfe befindliche Schloss Augustusburg für Empfänge des Bundespräsidenten. Allee und Schlosspark zwischen dem Schloss Augustusburg und dem kleineren Jagdschloss Falkenlust gehören zu den schönsten Beispielen der damaligen Landschaftsarchitektur. Zu einem Landschaftspark maßgeblich umgebaut wurde der ursprüngliche Barockgarten, der nur teilweise rekonstruiert ist, durch den bekannten Gartenbauarchitekten Peter Joseph Lenné.
Die Zeche und Kokerei Zollverein zählen seit 2001 zum Weltkulturerbe der UNESCO. Das ausgedehnte Industriegelände ist das wohl für Nordrhein-Westfalen typischste Bauwerk unter den Weltkulturerbestätten des Landes. Ab Mitte des 19. Jahrhunderts in Betrieb entwickelte sich Zollverein zu einer der produktivsten Zechen der Welt. Die Kokerei galt noch bis zuletzt als einer der modernsten Kokereien der Welt. Die Förderanlagen von Zollverein wurden 1986 stillgelegt. Die Kokerei wurde noch bis 1993 betrieben. Nach der Stilllegung entschloss man sich das Gelände mit den zahlreichen Industriebauten als Industriedenkmal zu erhalten. Auf das Gelände der Zeche zogen Kulturschaffende, ein Museum für Industriedesign und im Vorfeld zur „RUHR.2010 – Kulturhauptstadt Europas“ wurde das neue Ruhr Museum eingeweiht. Damit sind auch die Zeche und die Kokerei nicht nur Denkmal der Industriegeschichte an Rhein und Ruhr, sondern auch wegweisend für eine Nachnutzung solcher Flächen.

## Historische Innenstädte

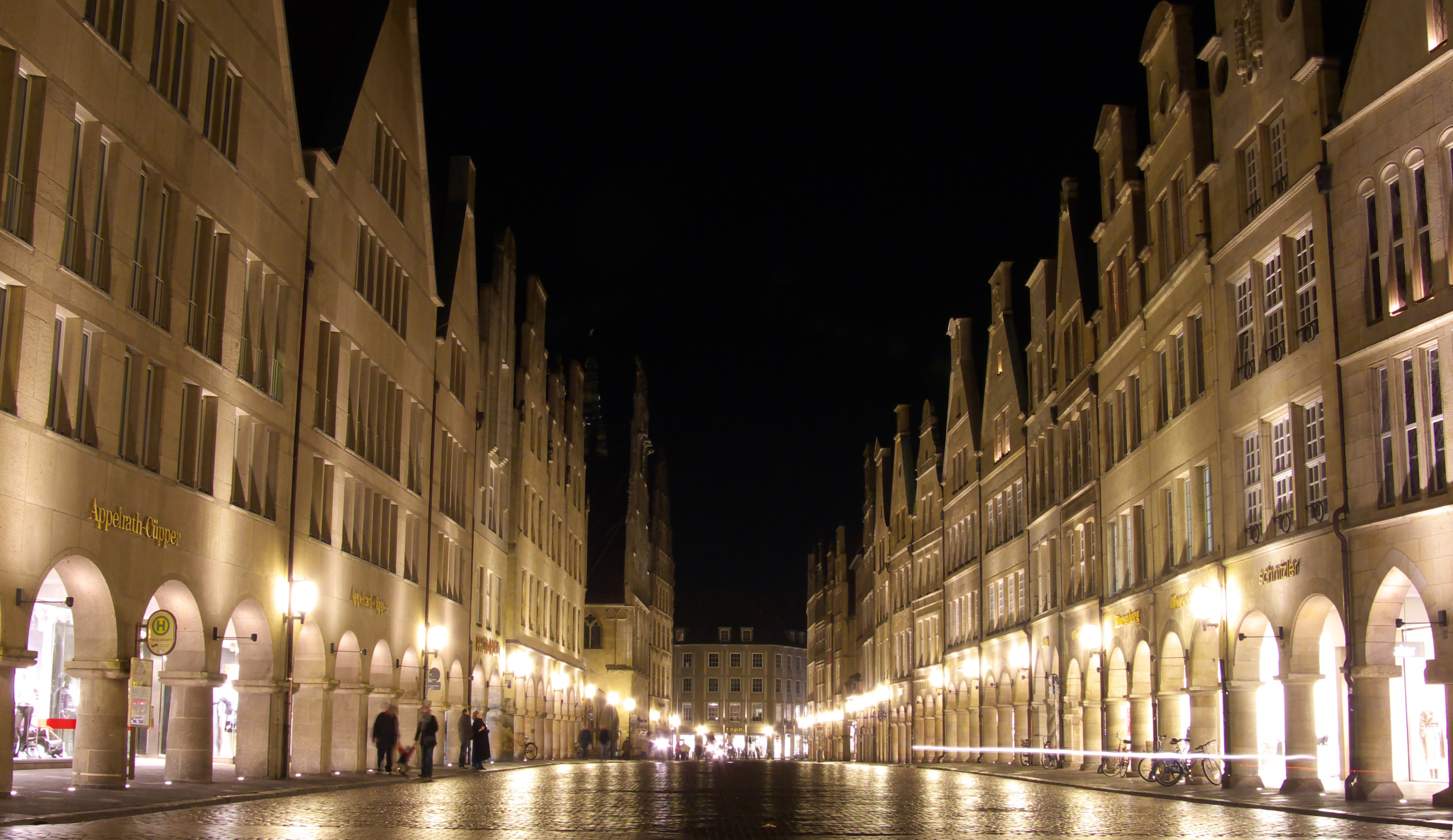
Prinzipalmarkt in Münster, nachts von der Lambertikirche aus gesehen

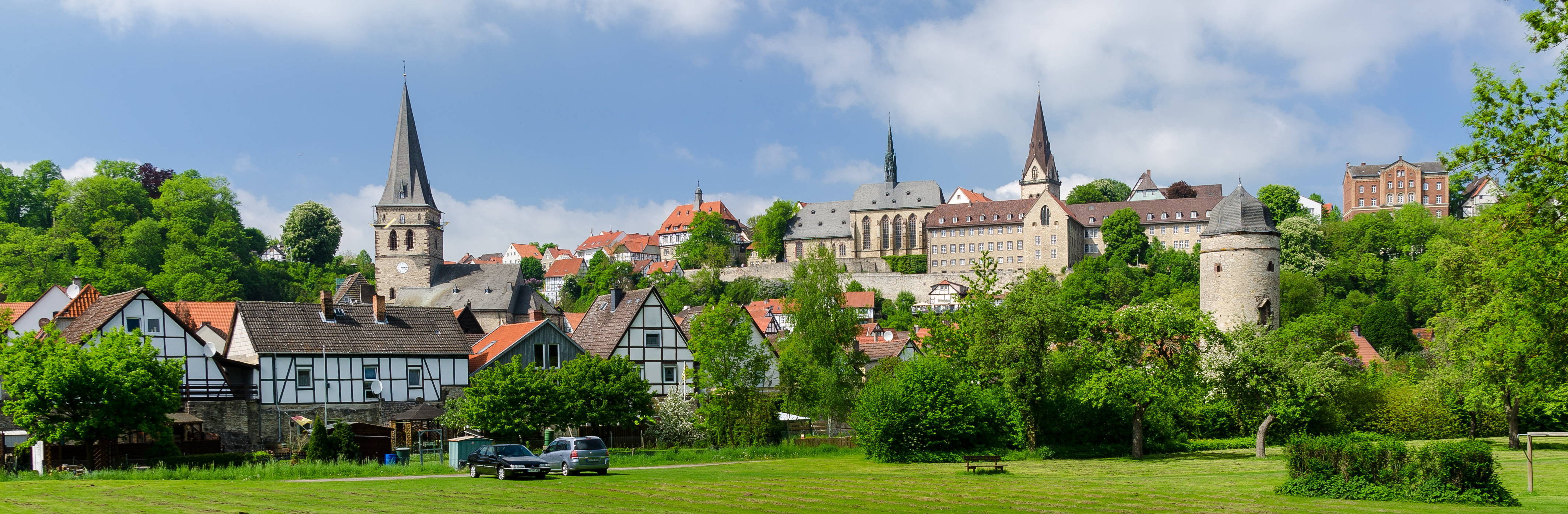
Stadtpanorama von Warburg mit größtenteils erhaltener, mittelalterlicher Stadtbefestigung

Gemessen an seiner Größe und der Vielzahl seiner Städte besitzt Nordrhein-Westfalen nur wenige großflächig erhaltene historische Innenstädte. Planmäßig zur Residenzstadt ausgebaute große Städte vergleichbar mit Potsdam, Berlin oder München mit entsprechenden Repräsentativbauten sind aufgrund der Geschichte Nordrhein-Westfalens nur begrenzt zu finden; die kleinstaatlichen, häufig als Nebenländer regierten Territorien besaßen aber zum Teil Residenzstädte regionaler Strahlkraft. Ein Beispiel hierfür ist Detmold, Residenz der lippischen Fürsten. Weitere kleine Residenzstädte sind etwa Brühl und Bonn. Große Achsen oder Prachtboulevards wie die Düsseldorfer Königsallee oder die Kölner Ringe, repräsentative Plätze und Parkanlagen oder die wohlgeordneten Stadtgrundrisse absolutistischer Planstädte finden sich in Nordrhein-Westfalen sehr selten oder stammen wie beispielsweise Krefelds Stadtgrundriss aus anderen Epochen. Die im Ruhrgebiet während der Industrialisierung schnell wachsenden Städte dehnten sich teils unplanmäßig aus und zerstörten die wenigen historischen Altstadtbereiche im ansonsten ursprünglich ländlich geprägten Raum. Selbst im Grunde historische Städte wie Dortmund oder Essen veränderten ihr Stadtbild so radikal, wie man es kaum in sonst einer deutschen Region findet.
Im Zweiten Weltkrieg waren darüber hinaus die in den wirtschaftlichen Zentren gelegenen Städte besonders durch Bombardierungen betroffen. Die verbliebenen historischen Innenstadtbereiche wurden dabei großenteils weitgehend zerstört. Ausnahmen bilden nur wenige Städte wie Lemgo, Soest, Höxter, Blomberg, Zons oder Freudenberg, sowie das weitestgehend von den Bombardierungen verschonte Warburg, das mit seinen größtenteils erhaltenen mittelalterlichen Befestigungsanlagen (Doppel-Ring-Stadtmauer, fünf Stadttürme und zwei Stadttore) sowie mit den ältesten datierten Fachwerkbauten NRWs oft als westfälisches Rothenburg bezeichnet wird. Bezeichnenderweise liegen diese Städte meist außerhalb der großen industriellen Zentren an Rhein und Ruhr.
Die Münsteraner Innenstadt um den Prinzipalmarkt wurde nach dem Zweiten Weltkrieg gegenüber dem Vorkriegszustand in stark veränderter Form wieder aufgebaut. Der Wiederaufbau erfolgte allerdings auf den alten Parzellen und unter Verwendung der ursprünglichen Materialien und Gestaltelemente. Neben den Flächenbombardements des Zweiten Weltkriegs führten autogerechte Stadt- und Verkehrsplanungen, Prozesse der Tertiärisierung und die in den 1970er Jahren durchgeführten Flächensanierungen zu weiteren starken Verlusten historischer Bausubstanz. Insbesondere die Altstädte in den Metropolen, etwa die Düsseldorfer Altstadt oder die Kölner Altstadt, unterlagen diesen tiefgreifenden Veränderungen, sowie auch die Innenstadt von Bochum, in welcher bis weit in die 1970er Jahre zahlreiche, erhaltene Altbauten Verkehrsflächen weichen mussten. Sie stellen sich heute weitgehend als Einkaufs- und Amüsierviertel dar.

## Denkmäler
Die beiden größten und wohl bekanntesten Denkmäler sind das Hermannsdenkmal in Lippe und das Kaiser-Wilhelm-Denkmal an der Porta Westfalica.

## Die 50 „größten“ Bauwerke in Nordrhein-Westfalen

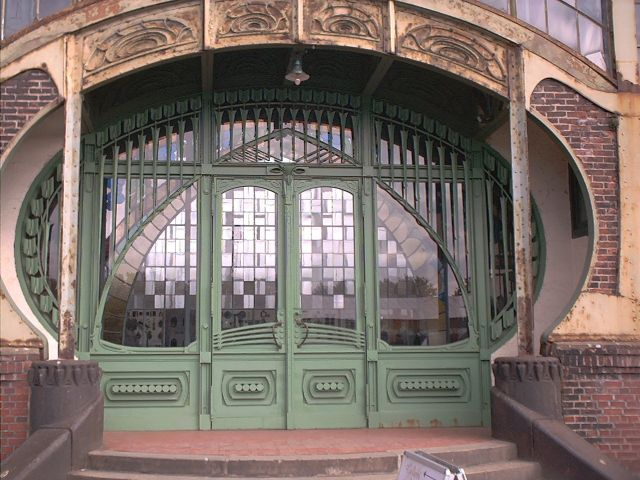
Eingang zur Maschinenhalle auf Zeche Zollern

Hermannsdenkmal

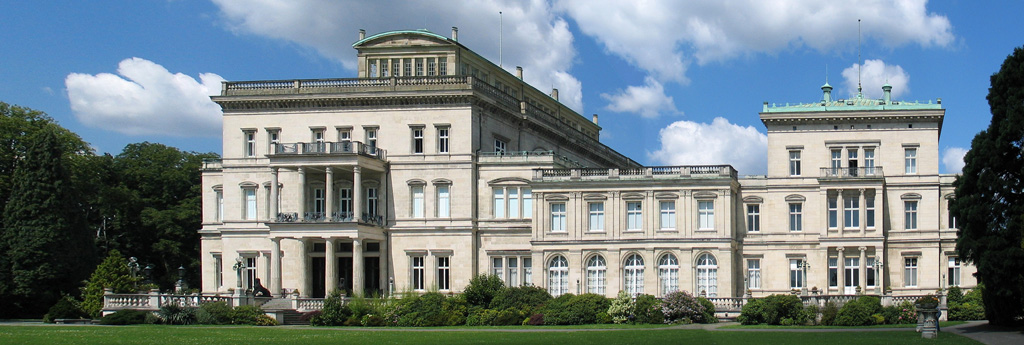
Villa Hügel

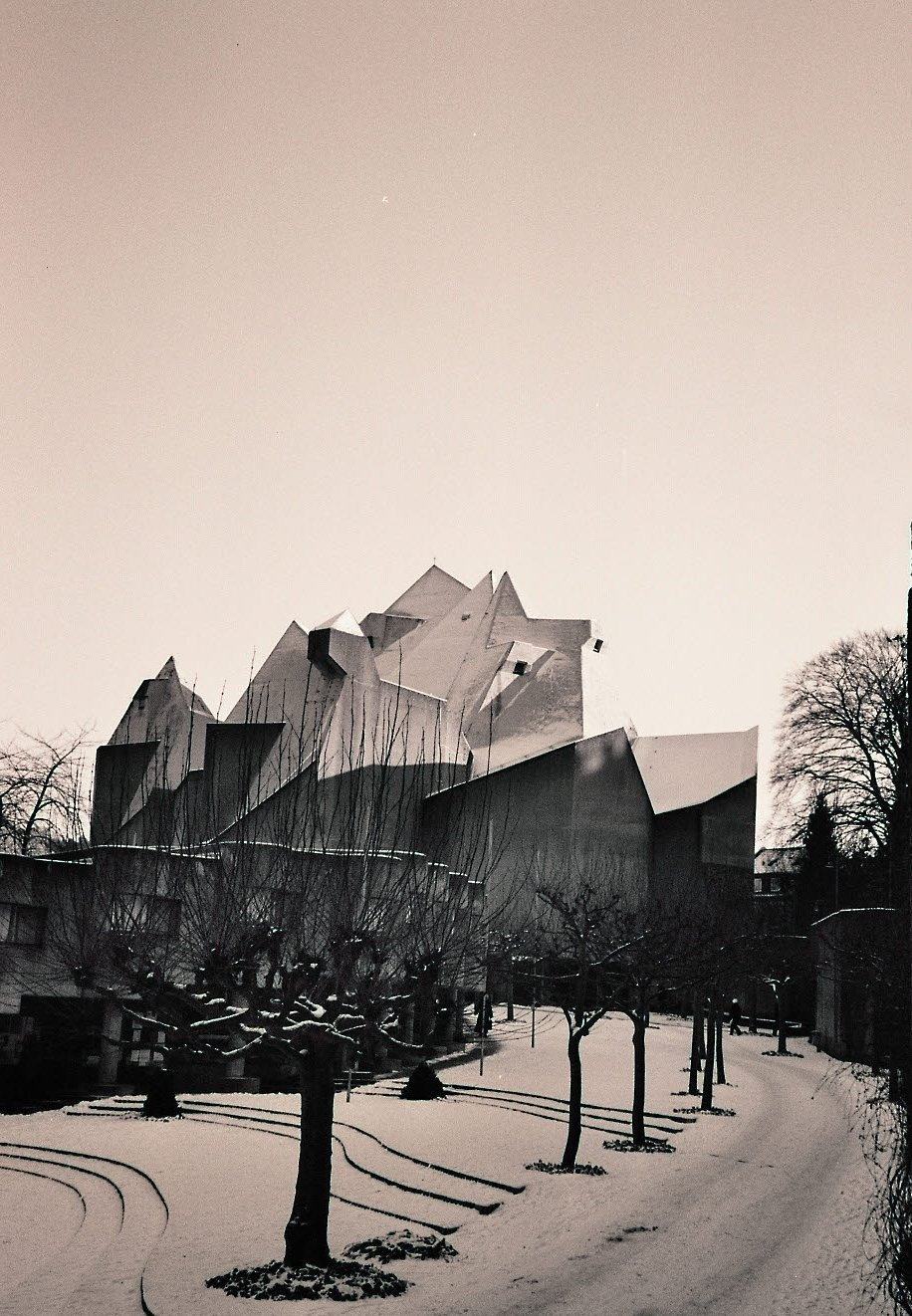
Nevigeser Wallfahrtsdom von Gottfried Böhm

In der TV-Sendereihe „Die Besten im Westen“ präsentierte der Westdeutsche Rundfunk im Januar 2011 in der Folge „Die 50 größten Bauwerke in Nordrhein-Westfalen“ fünfzig Bauwerke in Nordrhein-Westfalen, die in einer Telefonabstimmung im Vorfeld durch die Zuschauer bestimmt wurde. Objektive Kriterien wurden nicht angelegt. Die „Größe“ bezieht sich also in diesem Zusammenhang vorrangig auf die Beliebtheit und/oder Bekanntheit der Gebäude. In die Liste gewählt wurden (Platz 1=meiste Stimmen):
- Platz 01: Kölner Dom, Köln
- Platz 02: Hermannsdenkmal, Detmold
- Platz 03: Zeche Zollverein, Essen
- Platz 04: Aachener Dom, Aachen
- Platz 05: Dortmunder U, Dortmund
- Platz 06: Schloss Drachenburg, Königswinter
- Platz 07: Römermuseum, Xanten
- Platz 08: Villa Hügel, Essen
- Platz 09: Müngstener Brücke zwischen Solingen und Remscheid
- Platz 10: Gasometer, Oberhausen
- Platz 11: Schloss Augustusburg, Brühl
- Platz 12: Schiffshebewerk Henrichenburg, Henrichenburg
- Platz 13: Schloss Nordkirchen, Nordkirchen
- Platz 14: Zeche Zollern, Dortmund
- Platz 15: Veltins-Arena, Gelsenkirchen
- Platz 16: Landschaftspark Duisburg, Duisburg
- Platz 17: Burg Altena, Altena
- Platz 18: Folkwang Museum, Essen
- Platz 19: Altenberger Dom, Odenthal
- Platz 20: Jahrhunderthalle, Bochum
- Platz 21: Justizvollzugsanstalt Münster, Münster
- Platz 22: Beethovenhaus, Bonn
- Platz 23: Elisenbrunnen, Aachen
- Platz 24: Westfalenhalle, Dortmund
- Platz 25: Bartholomäuskapelle, Paderborn
- Platz 26: Landtag, Düsseldorf
- Platz 27: Erbdrostenhof, Münster
- Platz 28: Eckmännecken, Warburg
- Platz 29: St. Quirinus-Münster in Neuss
- Platz 30: Stadttheater Münster, Münster
- Platz 31: Zollhof Medienhafen, Düsseldorf
- Platz 32: Aalto-Theater, Essen
- Platz 33: Siedlung Margarethenhöhe in Essen
- Platz 34: Moschee Marxloh, Duisburg
- Platz 35: Altenbekener Viadukt, Altenbeken
- Platz 36: Wallfahrtskirche Neviges, Velbert
- Platz 37: Kanzlerbungalow, Bonn
- Platz 38: Milchpilz, Borgholzhausen
- Platz 39: Deutsches Bergbaumuseum, Bochum
- Platz 40: Astenturm und Wetterstation, Hochsauerlandkreis
- Platz 41: Haus Rüschhaus, Münster
- Platz 42: Kloster Corvey, Höxter
- Platz 43: Schauspielhaus Bochum, Bochum
- Platz 44: Stiepeler Dorfkirche, Bochum
- Platz 45: Fernsehturm Florian, Dortmund
- Platz 46: Essener Münster, Essen
- Platz 47: Ständehaus in Düsseldorf
- Platz 48: Kranhäuser, Köln
- Platz 49: Altes Rathaus, Bonn
- Platz 50: Wiesenkirche in Soest

## Höchste Gebäude des Landes

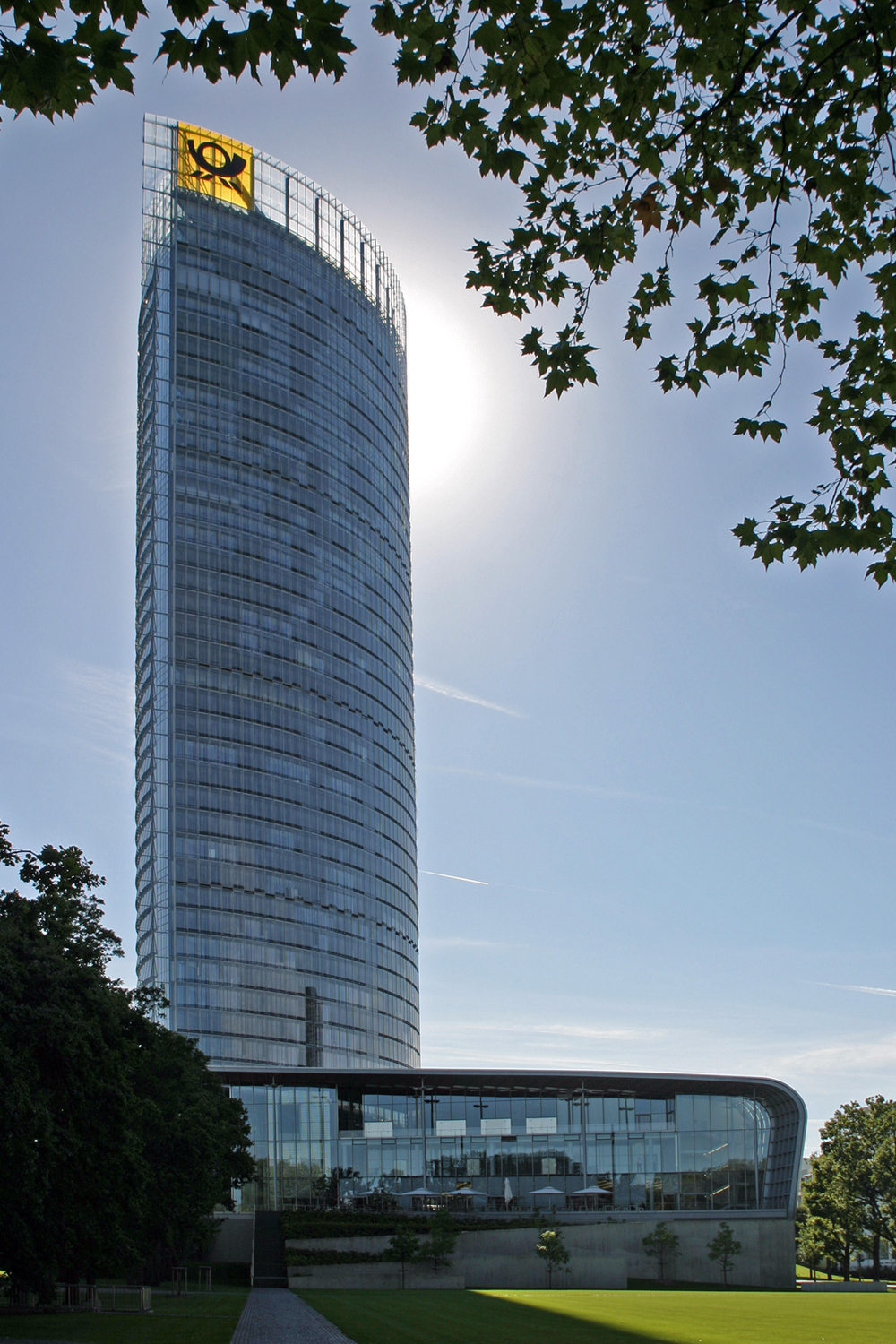
Post Tower in Bonn

Das höchste Hochhaus des Landes ist der Post Tower (162,5 Meter) in Bonn. Er ist rund 5 m höher als der Kölner Dom, der damit das zweithöchste Gebäude des Landes darstellt. Das dritthöchste Gebäude ist der Kölnturm. Das Colonia-Haus in Köln ist das vierthöchste Gebäude des Landes und das höchste Wohnhaus Europas. Höchster Fernmeldeturm ist der Colonius in Köln. Weitere Fernmeldetürme sind der Rheinturm in Düsseldorf und der Florianturm in Dortmund.
Siehe auch: Liste der höchsten Bauwerke in NRW

## Architekten
Siehe: Bekannte Architekten aus Nordrhein-Westfalen